# Ned Kelly
Edward „Ned” Kelly (údajně prosinec 1854 Beveridge, Victoria – 11. listopad 1880 Melbourne, Victoria) byl australský zbojník irského původu. Narodil se ve městě Beveridge v britské kolonii Victoria irskému trestanci původem z irského hrabství Tipperary, a australské matce s irskými kořeny. Když mu bylo 12 let, jeho otec zemřel po 6měsíčním pobytu ve vězení za nelegální vlastnictví volské kůže. Po obvinění z pokusu o vraždu policisty v domě Kellyho rodiny roku 1878 začali po Nedu Kellym a jeho přívržencích pátrat policisté s pomocí aboridžinských stopařů. Poté, co on, jeho bratr a jejich spojenci zastřelili tři policisty, byli vládou Viktorie prohlášeni za psance.
Během „Kellyovské epidemie“ Kelly a jeho společníci spáchali několik ozbrojených loupeží a zastřelili Aarona Sherritta, známého policejního informátora. V dopise, diktovaném a odeslaném z Jerilderie v Novém Jižním Walesu během bankovní loupeže, Kelly sepsal seznam svých činů vedoucích k jeho prohlášení za psance. Kritizoval Britské impérium a obvinil irsko-australské katolíky, nosící vojenské či policejní uniformy, ze zrady svých lidí a své víry. Vyhrožoval hrůznými následky vůči těm, kdo by se mu pokusili vzdorovat, a dopis končí slovy „Jsem psancem, synem vdovy a mé příkazy musejí být uposlechnuty.” Po neúspěšném Kellyho pokusu o vykolejení a přepadení policejního vlaku se 28. června 1880 se svým gangem naposledy střetli s policií státu Viktorie. Kelly, oblečený v podomácku vyrobeném kovovém plátovém brnění a helmě, byl policisty postřelen do nohou, zatčen a následně obžalován ze zastřelení tří policistů. Byl shledán vinným ve třech bodech úmyslné vraždy a odsouzen k trestu smrti oběšením. Trest byl vykonán v Old Melbourne Gaol v listopadu 1880.
Již před svou popravou se Kelly stal legendární postavou Austrálie. Navzdory uběhlé době delší než sto let zůstává kulturní ikonou inspirující nespočet děl v umění, a je předmětem více biografií, než kterýkoliv jiný Australan. Kelly je ve své domovině stále předmětem sporů: zatímco jedni ho považují za australský protějšek Robina Hooda, druzí ho berou jako zabijáka nezasluhujícího si své postavení lidového hrdiny. Historik Geoffrey Serle řekl o Kellym a jeho gangu, že byli „posledním překročením hranice zákona něčím, z čeho se postupně stávala vysoce organizovaná a vzdělaná společnost; poslední protest mocné buše, nyní přibitý kovovými hřeby k Melbourne a světu.” Novinář Martin Flanagan píše: „To, co z Neda dělá legendu není, že ho každý vidí stejně – je to to, že ho každý vidí. Jako požár v buši sálající svou červenou září do noci.”

## Rodina a začátky

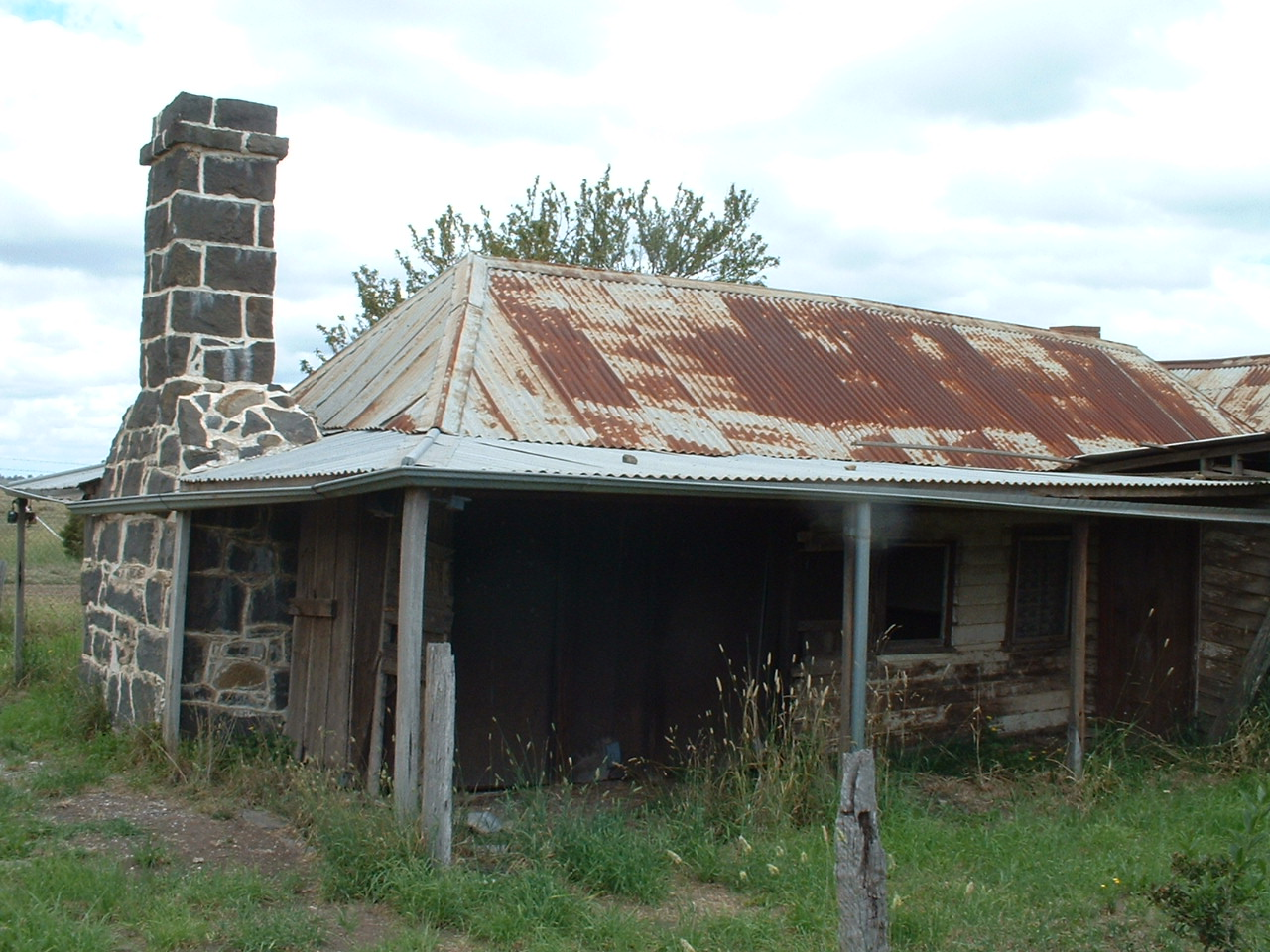
Kellyho rodný dům v Beveridge, postaven jeho otcem v roce 1859

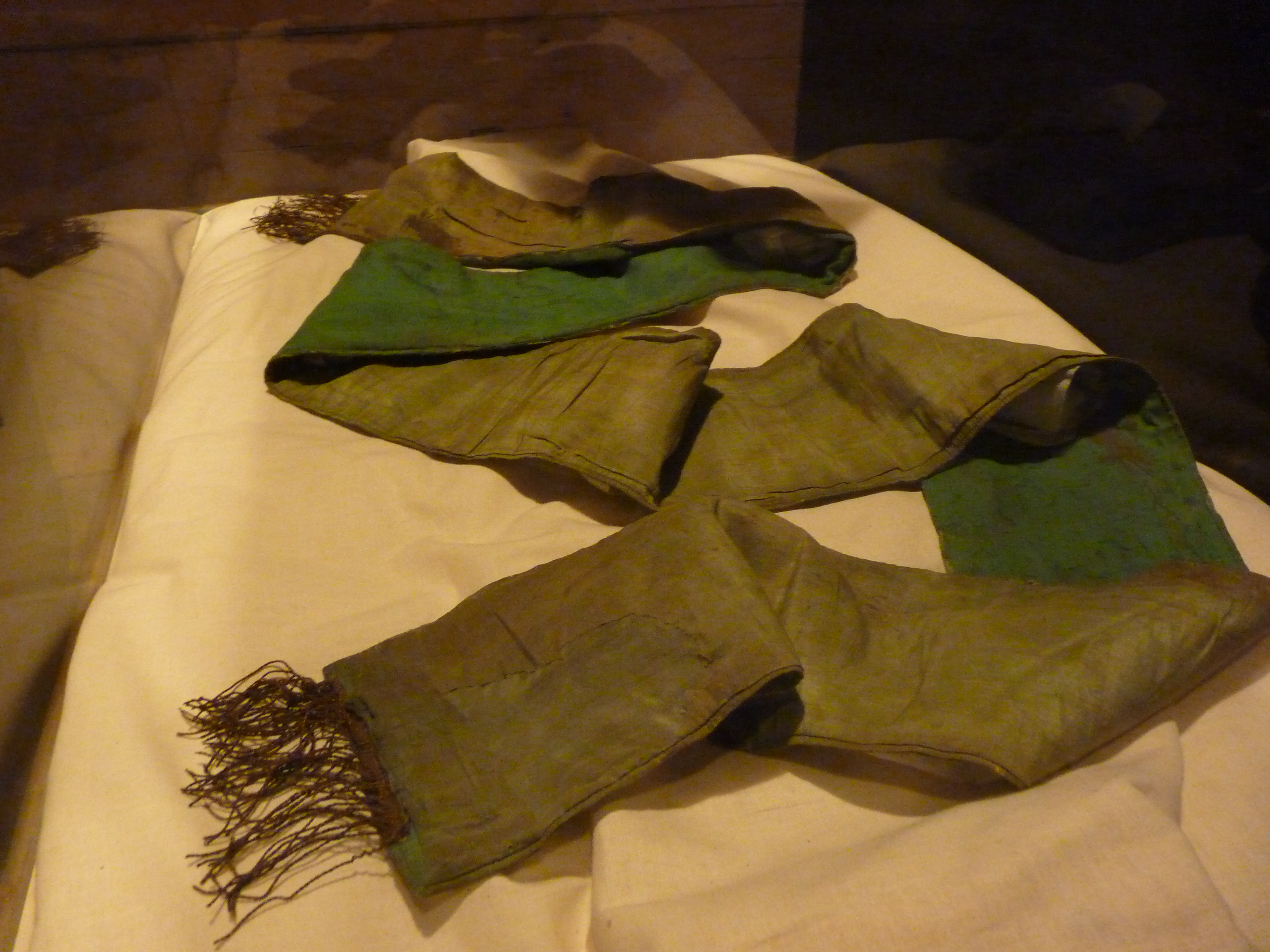
V jedenácti letech Kelly zachránil mladého chlapce před utonutím v řece, začež byl odměněn zelenou šerpou jako uznání za svou statečnost. Kelly měl šerpu také pod svým brněním během přestřelky v Glenrowanu. Dodnes je na ní jeho krvavá skvrna.
(Benalla Museum).

Kellyho otec, John Kelly (známý jako „Red“), se narodil v irském hrabství Tipperary. Roku 1841, ve věku 22 let, byl za krádež prasete deportován do Van Diemenovy Země. Po propuštění roku 1848 se Red Kelly přestěhoval do Victorie a našel si práci tesaře v buši na farmě Jamese Quinna ve Wallan Wallan. Následně se začal zajímat o kopání zlata, v němž byl úspěšný, a které mu umožnilo koupi nemovitosti v Beveridge, severně od Melbourne. Roku 1851, ve věku 30 let, si v Ballaratu vzal Ellen Quinnovou - 18letou dceru svého zaměstnavatele. Ned Kelly byl třetím dítětem svých rodičů.
 Přesné datum jeho narození není známé, ale když naposled projížděl městem Beveridge, řekl strážníkovi: „Podívejte se támhle vlevo. Vidíte tam ten malý kopec?”, „Tam jsem se asi před 28 lety narodil. Nyní tudy procházím, hádám, ke svému konci.” Ned byl pokřtěn augustiniánským knězem Charlesem O'Heaou. V dětství se mu dostalo základního vzdělání, a taky se dobře sžil s buší. Jednou v Avenelu riskoval svůj život pro záchranu chlapce, Richarda Sheltona, před utonutím. Za odměnu obdržel od chlapcovy rodiny zelenou šerpu, kterou na sobě měl také pod svým brněním během svého posledního střetnutí s policií roku 1880. Rodina Kellyů se přestěhovala do Avenelu, poblíž Seymouru, kde se Red Kelly stal známým coby zkušený zloděj dobytka. Roku 1865 byl usvědčen z nezákonného vlastnictví volí kůže a za to následně uvězněn. Za neuspokojivou výpověď místní policii ohledně vlastněného masa dostal pokutu 25 liber. Tuto částku nebyl schopen splatit a tak byl odsouzen k 6 měsícům nucených prací. Trest měl fatální následek na jeho zdraví; zemřel v Avenelu 27. prosince 1866, krátce po svém propuštění z věznice v Kilmore. V době svojí smrti měl se svou ženou celkem 8 dětí: Mary Jane (zemřela v 6 měsících), Annie (později Annie Gunn), Margaret (později Margaret Skillion), Neda, Dana, Jamese, Kate a Grace (později Grace Griffiths). Události kolem jeho otce a to, jak policisté s jeho otcem zacházeli, mělo na mladého Kellyho značný vliv. O pár let později rodina zabrala 88 akrů (360 000 m²) neobdělané, bezejmenné zemědělské půdy v Eleven Mile Creek poblíž městečka Greta ve Victorii.
Při rozepřích s místními pastevci dobytka ohledně toho, do čího pozemku Kellyovi zasahovali, byli mnohokrát podezíráni z krádeží dobytka a koní, ale nikdy nebyli usvědčeni. Před tím, než byl prohlášen psancem, bylo proti Kellyho rodině vzneseno celkem 18 obvinění, z nichž byla potvrzena pouze polovina. Na tuto dobu je to značně netypický počet, což později vedlo k tvrzením, že Kellyho rodina byla od doby, co se přistěhovala do severovýchodní Victorie, často nespravedlivě obviňována. Přestěhování bylo pravděpodobně nezbytné kvůli hádkám Kellyho matky se členy rodiny a jejím častým předvoláváním před soud kvůli rodinným sporům. Autor Antony O'Brien prohlásil, že policie státu Victorie užívá zatčení jako ekvivalent prokázání viny.

## Cesta k nechvalné pověsti

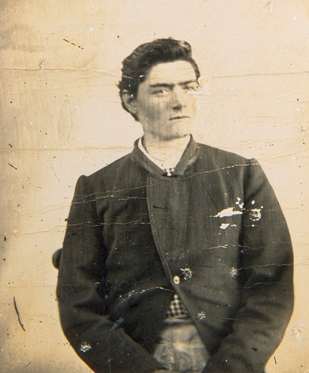
Policejní fotografie 15letého Kellyho

Kellyho první doložený spor s policií se udál 15. října 1869, když mu bylo 14 let. Byl obviněn z napadení a oloupení Ah Fooka, obchodníka s prasaty a drůbeží, bydlícího v čínském táboře poblíž Brightu. Podle Fookovy verze za ním Ned přišel s dlouhou bambusovou holí, když procházel kolem domu Kellyových. Kelly mu řekl, že pokud mu nevydá své peníze, zabije ho. Potom ho údajně zatáhl do křoví, zbil ho holí a okradl o 10 šilinků. Podle Kellyho, jeho sestry Annie a dvou dalších svědků, Billa Skillinga a Billa Greye, Annie seděla před domem a pletla, když Fook přišel a požádal o doušek vody. Protože dostal pouze vodu z potoka a ne dešťovou, začal Annie nadávat, načež Kelly přišel a odstrčil ho. Poté Fook Kellyho třikrát udeřil holí, ten utekl a vrátil se až za soumraku. Při odchodu Fook vyhrožoval, že se vrátí a dům zapálí. Historici nepovažují za pravdivou ani jednu verzi a spíše uznávají verzi třetí: Fook nejprve udeřil holí Kellyho a ten mu ji potom pravděpodobně vzal a oplatil mu to. Druhý den byl Kelly zatčen za loupež a přes noc držen v Benalle. Následujícího rána šel k soudu, ale seržant Whelan požádal o jeho odročení, aby mohl pro překlad Fookovy výpovědi sehnat jiného tlumočníka. Kelly byl držen po čtyři dny, než šel 20. října k soudu, kde byl případ opět odročen, protože policie ještě stále nesehnala tlumočníka. Případ byl konečně uzavřen 26. října a Kelly byl zproštěn viny. Seržant Whelan vůbec neměl Kellyho v lásce. O tři měsíce dříve stíhal Yeamana Gunna za vlastnictví kradeného skopového masa, a Kelly u soudu vypověděl, že ještě ten den Gunnovi prodal několik ovcí. Sporným rozsudkem shledal soudce Gunna vinným a udělil mu pokutu 10 liber. Whelan byl rozzuřený, že Kelly nebyl z krádeže usvědčen, pročež Kellyho rodinu od té doby pozorně sledoval, a podle jeho kolegů se svojí pílí „stal perfektní encyklopedií na veškeré informace o nich”.
Týdeník Benalla Ensign o soudním přelíčení napsal: „Byla to vychytralost jeho přátel a jeho samého, která ho osvobodila.” Tisk Beechworth Advertiser se ale vyjádřil jinak: „Obvinění z loupeže bylo Číňanem vymyšlené, neboť se chtěl pomstít Kellymu, který ho zcela jasně napadl.” Ah Fook popsal 14letého Kellyho jako muže ve věku kolem 20 let. Asi o 12 měsíců později jeden novinář napsal, že Kelly „uvádí svůj věk na 15 let, ale ve skutečnosti je starý asi 18 až 20.” Kellyho výška 1,73 m byla zjevně fyzicky působivá. Při zatýkání měl policista vážící 102 kilogramů údajně problémy přemoci tehdy 15letého Kellyho, dokud mu nepřišlo na pomoc několik pomocníků, a i potom musel být Kelly násilím omráčen.

### Harry Power
Podle tisku The Singleton Argus zbojník Harry Power společně s Nedem 16. března 1870 přepadli a oloupili pana M'Beana. Později toho roku, 2. května, byl Kelly obviněn ze spoluúčasti na loupeži a označen za Powerova komplice. Svědci však Kellyho neidentifikovali a obvinění byla stažena. Později byl obžalován z ozbrojené loupeže, ale hlavní svědek nebyl k nalezení, pročež byla obžaloba opět stažena. Potřetí byl společně s Powerem obžalován z loupežného přepadení muže jménem Murray. Přestože oběti údajně nebyly schopny Kellyho identifikovat ani tentokrát, možnost identifikace jim byla komisaři Nicolasem a Harem předem odepřena. Na místo toho komisař Nicolas soudci řekl, že Kelly odpovídá popisu, a požádal o projednání jeho případu u soudu v Kynetonu. Místo do Kynetonu byl však Kelly poslán do Melbourne, kde před přeložením do Kynetonu strávil víkend v richmondském vězení. Před soudem nakonec nebyly předloženy žádné důkazy a Kelly byl po měsíci propuštěn. Názory historiků se ohledně této části často rozcházejí: někteří ji berou jako důkaz policejního obtěžování, jiní zase věří, že Kellyho příbuzní zastrašovali svědky, kteří se pak báli vypovídat. Jiný faktor v nedostatku identifikace mohl být také ten, že svědkové popsali Powerova komplice jako míšence. Nicméně komisař Nicholas a kapitán Standish věřili, že tento mylný dojem mohl být způsoben skutečností, že Kelly šel na přepadení nemytý.
Kellyho dědeček z matčiny strany, James Quinn, vlastnil velký pozemek u pramenů King River, známý jako Glenmore Station, kde byl Power nakonec zatčen. Powerovo zatčení provázely fámy o tom, že Kelly Powera udal, za což byl svým okolím hrubě odmítán. Na základě toho Kelly napsal dopis policejnímu seržantu Babingtonovi, ve kterém ho prosil o pomoc. Powera ve skutečnosti udal Kellyho strýc, Jack Lloyd, který za spolupráci s policií získal odměnu ve výši 500 liber.

### Koně bez povolení

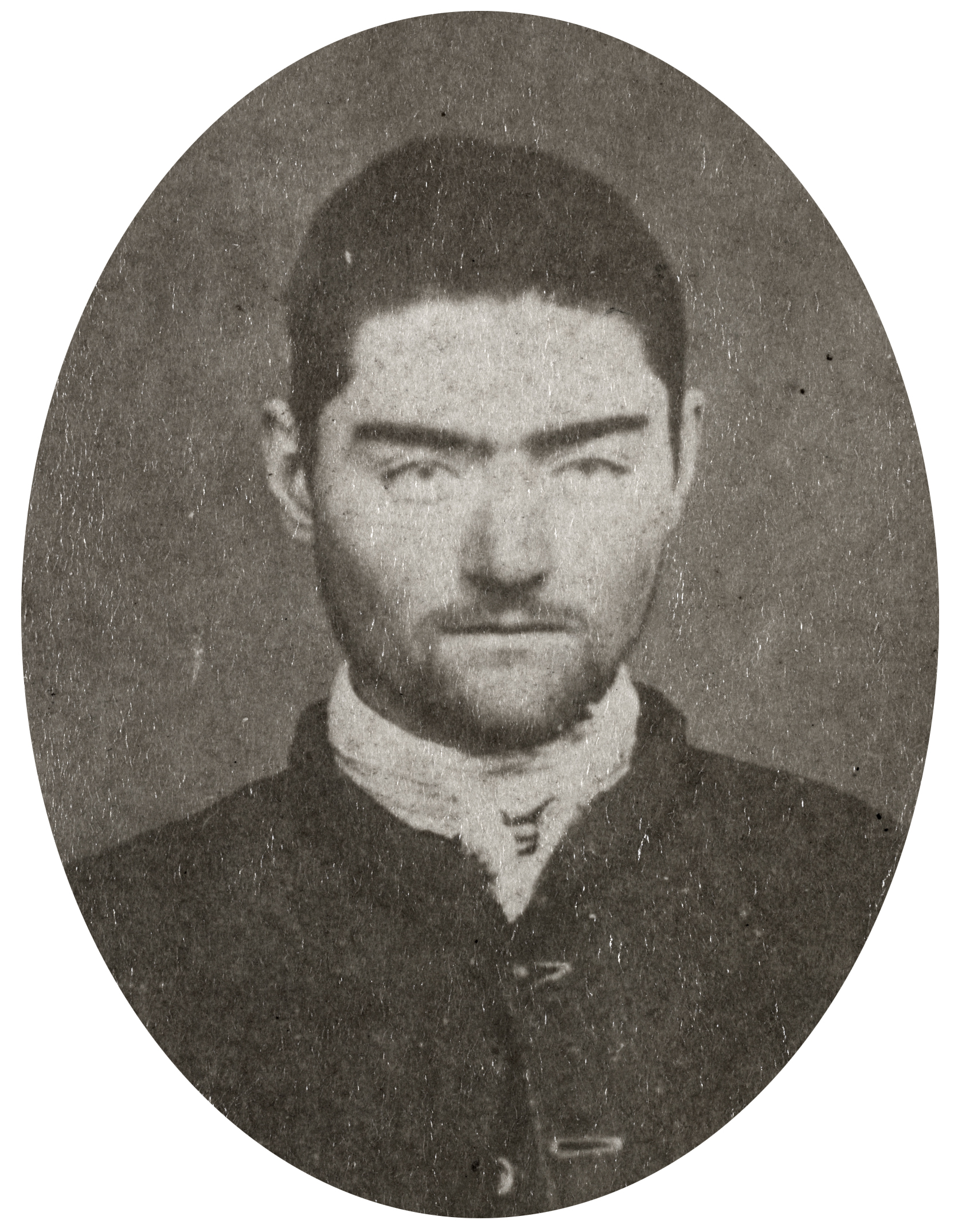
Policejní snímek Kellyho pořízený v pentridgeské věznici po přesunu z Beechworth Gaol v roce 1873

V říjnu 1870 pouliční prodavač Jeremiah McCormack obvinil Bena Goulda, přítele rodiny Kellyů, z použití jeho koně bez povolení. Nato Gould poslal McCormackově bezdětné manželce nemravný dopis spolu s krabicí obsahující telecí varlata. Tuto zásilku poslal Ned Kelly, a to přes svého bratrance. Ned byl následně zatčen za účast na odeslání telecích vnitřností a dopisu a také z napadení McCormacka. Za všechna tři obvinění byl odsouzen ke třem měsícům nucených prací. Po svém propuštění se Kelly vrátil domů. Tam potkal Isaiaha 'Wild' Wrighta, který na místo přijel na své kaštanově hnědé kobyle. Během jeho pobytu u Kellyů kobyla zmizela, tak si Wright vypůjčil jednoho z Kellyho koní, aby se mohl vrátit do Mansfieldu. Požádal Neda, aby se pokusil kobylu najít, a v případě, že ji najde, si ji může ponechat, dokud se nevrátí. Ned kobylu našel a jel na ní do Wangaratty, kde pár dnů zůstal. Když však jel přes Gretu domů, potkal ho policejní strážník Hall, který podle popisu zvířete poznal, že se jedná o ukradenou kobylu. Pokus o zatčení se změnil ve rvačku, během níž Hall vytáhl pistoli a pokusil se Neda zastřelit. Kelly však policistu přemohl a navíc ho ponížil tím, že si na něj sednul a do nohou ho pobízel ostruhy. Kelly později trval na tom, že nevěděl, že kobyla ve skutečnosti patřila mansfieldskému poštmistrovi, kterému ji Wright ukradl. Po pouhých třech týdnech svobody byl 16letý Kelly společně se svým švagrem Alexem Gunnem opět odsouzen, tentokrát ke třem letům vězení s nucenými pracemi za „zločinně nabytého koně”. Hall také Kellyho po jeho zatčení několikrát udeřil svým revolverem, čímž mu způsobil několik zranění, které pak bylo třeba zašít celkem devíti stehy. 2. května 'Wild' Wright unikl zatčení po výměně několika výstřelů s policií. Byl však zatčen hned druhého dne a nakonec byl odsouzen jen k ‚pouhým‘ 18 měsícům vězení za krádež koně.
Kelly byl z pentridgeského vězení propuštěn v únoru roku 1874. Aby vyrovnal účet za ukradeného koně a tříroční trest, vyzval tehdy 19letý Kelly 8. srpna 1874 v Beechworthu Wrighta na pěstní souboj, který trval 20 kol a který Kelly nakonec vyhrál. Na oslavu melbournský fotograf John James Chidley pořídil Kellyho fotografii v boxerské póze. Během Nedova pobytu ve vězení byli jeho bratři, Jim (12 let) a Dan (10 let), zatčeni strážníkem Floodem za jízdu na koni, který jim nepatřil. Koně jim půjčil farmář za práci, kterou u něj odvedli.
Chlapci však strávili noc v cele, než byla situace uvedena na pravou míru. Ten rok, co byl Kelly propuštěn z vězení, se jeho matka Ellen provdala za kaliforňana jménem George King, se kterým pak měla tři děti. King, Ned Kelly a Dan Kelly se společně zapletli do krádeží dobytka.

### Rvačka v obuvnictví
18. září 1877 v Benalle byl opilý Kelly zatčen a přes noc uvězněn za jízdu po pěší zóně. Dalšího dne během eskorty čtyřmi policisty utekl a ukryl se v obuvnictví. Policie, s pomocí majitele obchodu, se mu pokusila nasadit pouta, ale bezúspěšně. Při zápasu si Kelly roztrhl kalhoty, čehož se pokusil využít strážník Lonigan, kterého Kelly později zastřelil ve Stringybark Creek, tím, že Kellyho chytil za šourek. Mezitím do obchodu vešel mlynář, který na chování policie reagoval slovy „Měli byste se stydět.” Poté se pokusil situaci uklidnit a přesvědčil Kellyho, aby se nechal spoutat. Kelly byl obviněn z opilství a napadení policie, za což mu byla udělena pokuta 3 liber a 1 šilinku, včetně poškození uniforem. Kelly později k incidentu řekl: „Během mého zatýkání se mě Fitzpatrick pokusil chytit za nohu, přičemž mi z boty úplně odtrhl podrážku i s podpatkem. Jedním hezkým úderem jsem ho poslal ke zdi a tu další pořádnou ránu měl ode mě za svoje chování ke mně a mojí rodině.” Kenneally uvedl, že během rvačky Kelly zakřičel: „No, Lonigane, ještě nikdy jsem nikoho nezastřelil. Ale pokud k tomu někdy dojde, a k tomu mi dopomáhej Bůh, ty budeš první.”

### Zatčení komplicové
Následující měsíc, v říjnu roku 1877, byli zatčeni Gustav a William Baumgartenerovi za poskytování kradených koní Kellymu. Gustav byl propuštěn, ale William byl roku 1878 odsouzen ke čtyřem letům vězení v pentridgeské věznici v Melbourne.

## Incident s Fitzpatrickem

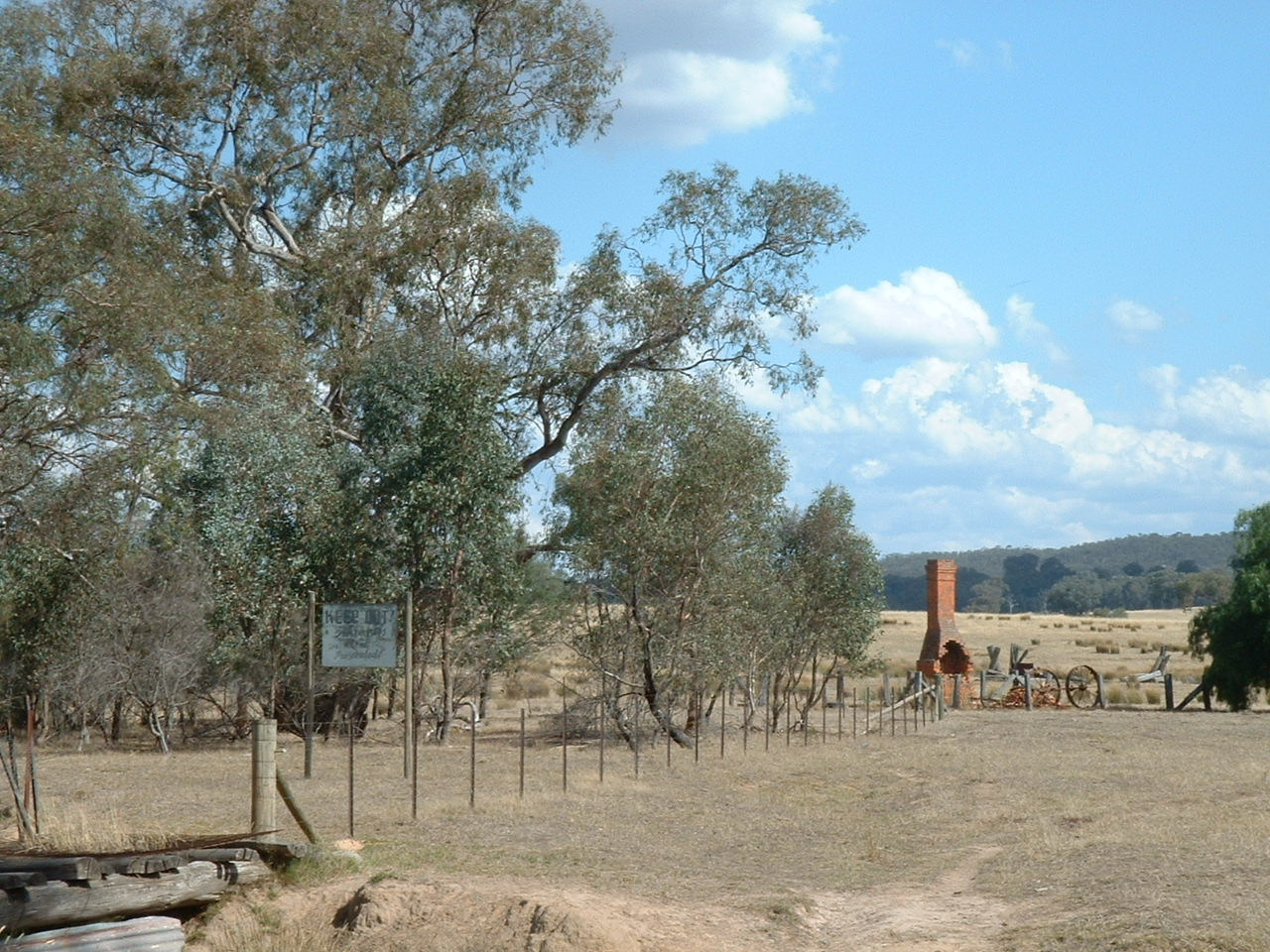
Pozůstatky domu Kellyových v Gretě, kde došlo k incidentu s Fitzpatrickem

15. dubna 1878 se strážník Strachan, odpovědný za policejní stanici v Gretě, doslechl, že se Kelly nachází v ovčíně a tak se ho rozhodl jít zatknout. Protože v Gretě bujela kriminalita, bylo nutné, aby byla policejní stanice pod dozorem, pročež strážník Alexander Fitzpatrick dostal rozkaz tento dozor vykonávat. Měl nařízeno jet rovnou do Grety, ale místo toho se nejprve vydal k nevěstinci ve Wintonu, pět mil od benallského policejního velitelství, kde strávil značně dlouhou dobu. Když pokračoval v cestě na stanici, vzpomněl si, že před několika dny viděl v policejních novinách zatykač na Dana Kellyho za krádež koně, tak se vydal k domu Kellyů, aby ho zatknul. Tímto porušil domluvu mezi policisty, že se na usedlost Kellyových bude chodit minimálně ve dvou strážnících. Když zjistil, že Dan není doma, vedl asi hodinu rozhovor s Kellyho matkou a dalšími členy rodiny. Podle Fitzpatricka bylo venku slyšet štípání dříví, načež se rozhodl jít zjistit, zdali je štípání pod licencí. Ukázalo se, že dříví sekal soused Kellyových, William 'Bricky' Williamson, který tvrdil, že licenci by potřeboval pouze v případě, že by dříví sekal na královské půdě. (Podle Williamsonovy výpovědi se ten den nacházel na svém vlastním pozemku, půl míle od pozemku Kellyových, a byl zatčen, když o nich odmítl podat informace.) Při odjezdu si Fitzpatrick všiml dvou jezdců na koni jedoucích směrem k domu, který právě opustil. Ukázalo se, že jezdci byli teenager Dan Kelly a jeho švagr, Bill Skillion. Fitzpatrick se tedy vrátil do domu a Dana zatknul. Dan požádal strážníka o povolení se před odchodem navečeřet. Fitzpatrick svolil a posadil se vedle Dana.
V rozhovoru tři měsíce před svou popravou Kelly řekl, že byl v době incidentu asi 200 mil (asi 320 km) od domova. Ellen Kellyová se Fitzpatricka zeptala, jestli má na Dana zatykač. Fitzpatrick odpověděl, že má pouze pověřující telegram, načež prohlásila, že s ním Dan nemusí nikam chodit. Fitzpatrick vytáhl revolver a řekl „Jestli budete odporovat, vystřílím vám mozky z hlav.” Nato mu Ellen odpověděla: „Kdyby tady byl Ned, tak byste se tady s tou pistolí tak nechvástal.” Dan se pokusil Fitzpatricka zmást tím, že najednou řekl: „Támhle kolem domu jde Ned,” a předstíral pohled z okna. Potom vzal z okna vyhlížejícímu Fitzpatrickovi revolver a později uvedl, že ho nechal bez zranění odejít. Když byl Kelly tázán, jestli Fitzpatrick někdy obtěžoval jeho sestru Kate, řekl: „Ne, to je hloupá historka; kdyby se on nebo kterýkoliv jiný policista pokusil obtěžovat moji sestru, neochránila by ho ani celá Victorie.” Fitzpatrick jel do Benally, kde tvrdil, že ho napadli Ned, Dan, Ellen, jejich společník Bricky Williamson a Nedův švagr, Bill Skillion. Fitzpatrick prohlásil, že všichni kromě Ellen byli ozbrojeni revolvery, Ned ho střelil do levého zápěstí a Ellen ho udeřila lopatou do přilby. Williamson a Skillion byli zatčeni za podílení se na incidentu. Ned a Dan nebyli k nalezení, ale Ellen byla i se svým nenarozeným dítětem, Alice, vzata do vazby. V době Nedovy popravy byla stále ještě ve vězení. Kelly později uvedl, že u incidentu nebyl a že zranění si Fitzpatrick způsobil sám. Kenneally, který vyslýchal zbývajícího z Kellyho bratrů, Jima Kellyho, a Kellyho bratrance a zásobovače gangů, Toma Lloyda krom pečlivého prozkoumání hlášení Královské Komise ohledně policie státu Victorie, napsal, že Fitzpatrick dorazil ke Kellyovým opilý. Při čekání na Dana se Fitzpatrick pokusil flirtovat s Ellen, načež ho Dan srazil na zem. Následoval zápas, při kterém Fitzpatrick vytáhl revolver; v tom přišel Ned a s Danovou pomocí strážníka chytil a odzbrojil. Během toho si Fitzpatrick způsobil zranění zápěstí – o kterém později tvrdil, že bylo způsobeno postřelením  – o přesahující dveřní zámek. Na základě Fitzpatrickovy výpovědi, kterou Kelly prohlásil za lživou, byli shledáni vinnými Kellyho matka, Bill Skillion a Bricky Williamson. Za Kellyho dopadení byla nabídnuta odměna 100 liber. Ned řekl, že ho tato nespravedlnost velmi rozčílila, a proto se rozhodl ukrýt v buši. Nadstrážmistr Kelly uvedl, že než byl Ned po glenrowanské přestřelce odvezen z Benally, přiznal se při výslechu v cele k postřelení Fitzpatricka. 

### Soud
U policejního soudu v Benalle 17. května 1878 byli William 'Brickey' Williamson, William Skillion a Ellen Kellyová obžalováni z napomáhání při pokusu o vraždu. Tito tři 9. října 1878 stanuli před soudcem Redmondem Barrym, jímž byli shledáni vinnými z pokusu o vraždu. Navzdory zprávě Fitzpatrickova doktora o tom, že strážník byl silně cítit alkoholem a nebyl schopen potvrdit, zdali bylo zranění zápěstí způsobeno kulkou, policie, soudce, porota složená z několika bývalých policistů a majitel chatrče, který obchodoval s policií, a podle J. J. Kenneallyho „také další, kteří byli proti Kellyovým zaujati,“ Fitzpatrickovu výpověď přijali. Trojice byla uznána vinnou na základě Fitzpatrickovy nepodložené výpovědi. Skillion a Williamson byli odsouzeni k šesti letům vězení a Ellen byly uloženy tři roky nucených prací. Soudce Barry uvedl, že kdyby byl Ned přítomen u soudu, „dostal by 15 let”, a to i navzdory skutečnosti, že nebyl obviněn z žádného z výše uvedených zločinů. Nabídka kauce za Ellen Kellyovou Franka Hartyho, místního úspěšného a známého farmáře, byla neprodleně odmítnuta. Trest pro Ellen Kellyovou se zdál nepřiměřený i lidem, kteří pro sympatie ke Kellyovým neměli žádný důvod. Alfred Wyatt, policejní úředník sídlící v Benalle později řekl komisi: „Trest pro tu starou dámu, paní Kellyovou, mi připadal velmi přísný.” Enoch Downes, úředník pro záškoláctví, vylíčil roku 1881 komisi, že při rozhovoru s matkou Joea Byrnea řekl, že trestu nemohl uvěřit a „kdyby v matčině případě byla prokázána nějaká rozvážnost, tak by dva nebo tři měsíce trestu byly více než dost.” Odkaz samotného Fitzpatricka je podbarven také faktem, že byl později z policejního sboru vyloučen za opilství a křivopřísežnictví.

## Zabíjení ve Stringybark Creek

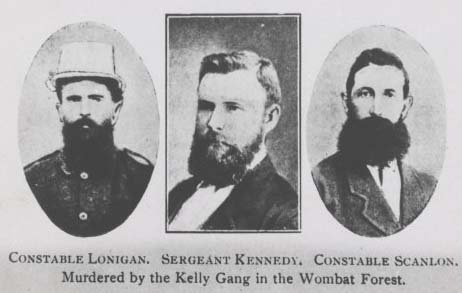
Portrét strážníka Lonigana, seržanta Kennedyho a strážníka Scanlona - zabitých ve Wombat Forest

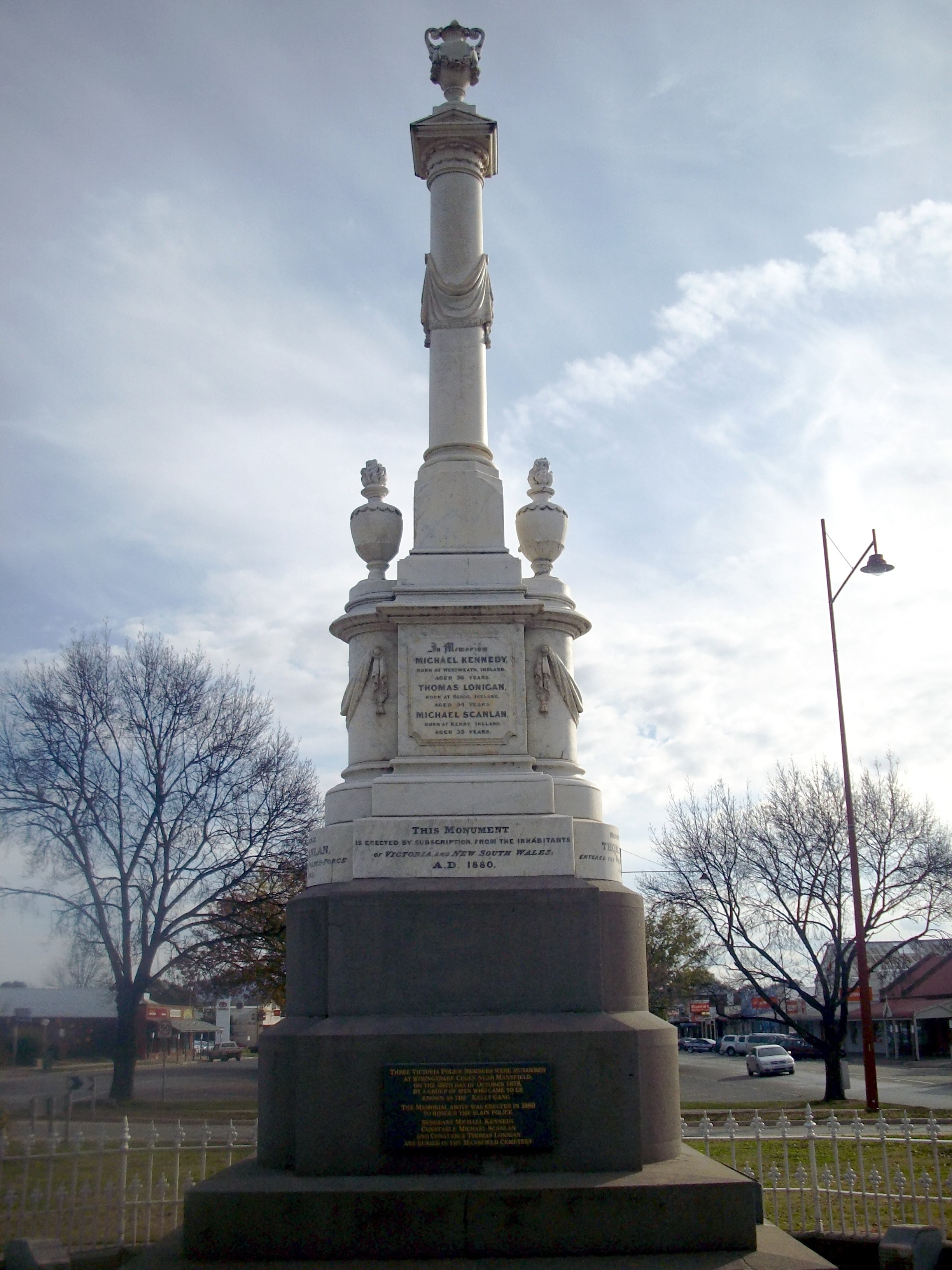
Monument k uctění památky Lonigana, Kennedyho a Scanlona vztyčený v Mansfieldu

Poté, co byly vyneseny rozsudky u policejního soudu v Benalle, Ned i Dan pochybovali, že by policii ještě mohli přesvědčit o svojí verzi příběhu.
Policie dostala informaci, že se Kellyho gang skrývá ve Wombat Ranges u řeky King River. 25. října 1878 byly z Grety tajně vyslány dvě skupiny policistů: jedna z Grety, složená z pěti mužů se seržantem Steelem ve vedení, a druhá z Mansfieldu, kterou tvořili čtyři muži, se záměrem provést na Kellyho gang obchvatný manévr.
Seržant Kennedy z Mansfieldské skupiny vyrazil společně se strážníky McIntereem, Loniganem a Scanlanem Kellyův gang vypátrat. Všichni byli převlečeni do civilu.
Policie rozbila tábor u starých vykopávek poblíž dvou hornických chatrčí ve Stringybark Creek v silně zalesněné oblasti, na místě navržené Kennedym v dopise komisaři Sadleirovi před tím, než byla skupina sestavena.
Kennedy místo zvolil kvůli vzdálenosti mezi Mansfieldem a King River a také proto, že tábor tam založený by byl „skutečně neproniknutelný”.
Kolem šesté hodiny ráno druhého dne Kennedy a Scanlan vyrazili na průzkum a byli pryč skoro celý den.
McIntyre měl za úkol vařit a také řádně dohlížet na pořádek v táboře.
Ráno byl v táboře slyšet hluk, ale když McIntyre vyšel ven ze stanu, nic nenašel.
Vystřelil dvě rány ze své pušky na lovení ptactva na pár papoušků.
Tuto střelbu, jak se později dozvěděl, uslyšel Ned Kelly, který byl zrovna na hlídce.
Kolem sedmnácté hodiny byli McIntyre s Loniganem při dělání čaje překvapeni výkřikem „Ani hnout; zahoďte zbraně!” Pohlédli vzhůru a spatřili před sebou stát čtyři ozbrojené muže.
McIntyre uvedl, že byli všichni ozbrojení a že mu Kelly vzal také jeho pušku na ptáky.
(Kelly tvrdil, že ozbrojeni byli pouze dva.)
Dva z mužů strážníci neznali, ale ten čtvrtý byl mladší Dan Kelly.
Připlížili se od svahu, kde jim vysoká tráva posloužila jako perfektní úkryt než byli dostatečně blízko.
McIntyre si nechal revolver ve stanu, a tak byl neozbrojený.
Proto zvedl ruce vzhůru a postavil se čelem k nim, jak mu bylo nařízeno. Lonigan však skočil za strom a vytáhl svůj revolver.
Než stačil zareagovat, Kelly ho střelil do spánku.
Padl na zem se slovy: „Kriste, já jsem střelenej,“ a během několika sekund zemřel.
Kelly nechal McIntyrea prohledat, a když se ujistil, že není ozbrojený, nechal ho dát ruce dolů. Sebrali McIntyreovy i Loniganovy revolvery.
Kelly poznamenal: „Jaká škoda; proč začal ten hlupák utíkat?“
Muži vynosili předměty ze stanu. Kelly mluvil s McIntyreem a řekl mu, že je udivený hloupostí policie, že se ho vůbec pokoušejí na takovém místě hledat.
Ned se ptal na zbylé dva strážníky a řekl, že pokud by se mu dostali do rukou, „upekl by je oba zaživa.“ Těmito zbylými dvěma strážníky byli Steele a Flood. Kelly se zeptal McIntyrea, na co dříve střílel a řekl mu, že byli hloupí, jestliže nečekali, že na ně byl připraven. Bylo zřejmé, že znal přesné stanoviště tábora, počet mužů a popis koní.
Otázal se McIntyrea, kde se nacházejí zbylí dva muži a řekl, že pokud mu bude lhát, udělá do něj díru.
McIntyre mu tedy řekl, kde se nacházejí a doufal, že nebudou chladnokrevně zastřeleni.
Kelly odpověděl „Nezastřelím nikoho, kdo dá ruce vzhůru.“
Jeden z gangu řekl McIntyreovi, aby udělal čaj a dal jim tabák.
Tabák jim dal a sám si zapálil.
Dan Kelly navrhl, že by měl být spoután, ale Ned ukázal na svoji pušku a řekl: „Mám lepší nápad. Nepokoušej se utéct; pokud utečeš, najdu si tě až v Mansfieldu a zastřelím tě na policejní stanici.“ McIntyre se zeptal, jestli ho plánují nakonec zastřelit.
Kelly odpověděl: „Ne, proč bych tě měl chtít zastřelit? Copak jsem to nemohl udělat už před půl hodinou, kdybych chtěl?“ „Nejprve jsem myslel, že jsi strážník Flood,“ „protože kdybys byl, upekl bych tě na ohni,“ dodal.
Kelly se potom ptal na zprávy o muži ze Sydney, vrahu seržanta Wallingse.
McIntyre mu řekl, že byl policisty zastřelen. Na to Ned reagoval slovy „Hádám tedy, že jste mě sem přišli taky zastřelit.“ „Ne,“ odpověděl McIntyre, „přišli jsme tě zadržet.“ „Co,“ vyptával se dál Kelly, „vás sem vůbec přivádí? Je ostuda vidět takové slušné, urostlé chlapíky jako jste vy poflakovat se v policejních uniformách.“ Nejlepší věc, co mohl McIntyre udělat, bylo donutit své kolegy se vzdát, protože kdyby utekli, byl by zastřelen.
„Jestli se pokusíš jim říct, že jsme tady, neprodleně tě zastřelím,“ varoval ho Ned.
McIntyre se zeptal, co udělají, pokud přesvědčí své kolegy, aby se vzdali. Kelly řekl, že by je přes noc držel jako zajatce, protože se chce vyspat, a druhý den ráno by je nechal bez koní a zbraní odejít.
McIntyre řekl Kellymu, že své kolegy přesvědčí se vzdát, pokud dodrží své slovo, ale radši by byl tisíckrát zastřelen, než aby je měl prodat.
Dodal, že jeden z těch dvou policistů je otcem velké rodiny. Kelly ho ujistil: „Můžeš se na nás spolehnout.“ Ned později prohlásil, že Fitzpatrick, strážník, který se v dubnu pokusil zatknout jeho bratra, byl příčinou celé této situace a že jeho matka a ostatní byli v Beechworthu nespravedlivě ‚zdrženi‘.
Ned řekl, že by nechal McIntyrea jít, pokud by vystoupil z řad policie.
McIntyre souhlasil a řekl, že už o tom nějakou dobu kvůli špatnému zdraví stejně uvažoval.
Ned se McIntyrea zeptal, proč jejich skupina nesla tolik střeliva.
McIntyre odpověděl, že mělo sloužit ke střílení klokanů.
Potom Kelly uslyšel přicházet Kennedyho a Scanlana; všichni čtyři muži se skryli, tři za klády a jeden do stanu.
Posadili McIntyrea na kládu a Kelly mu připomenul: „Pamatuj, že pokud jim dáš nějaké varování, mám tu na tebe pušku.“
Kennedy a Scanlan přijeli do tábora.
McIntyre vystoupil vpřed a řekl: „Seržante, myslím, že byste měli sesednout a vzdát se, neboť jste obklíčeni.“
V tu chvíli Kelly zvolal: „Dejte ruce vzhůru!“
Kennedy si myslel, že ten, kdo volal, byl Lonigan a že se jedná o vtip, proto se usmál a položil ruku na svoje pouzdro s revolverem. V tom na něj bylo vystřeleno, nebyl však zasažen.
Kennedy si uvědomil beznadějnost svojí situace, seskočil z koně a řekl: „Je to v pořádku, přestaňte, přestaňte.“
Scanlan, který měl pušku Spencer, taktéž seskočil z koně a pokusil se skrýt za strom, ale dříve, než stihl sundat pušku z ramene, byl zastřelen.
Zaznělo několik dalších výstřelů.
McIntyre se dovtípil, že muži plánovali zastřelit celou skupinu, načež vyskočil na Kennedyho koně a hnal se říčkou pryč.
Když odjížděl, slyšel Dana Kellyho zvolat „Zastřelte toho ******.“
Několikrát na něj bylo vystřeleno, ale ani jeden z mužů ho netrefil.
Pušky byly zřejmě prázdné a k dispozici byly pouze revolvery, jinak by byl zasažen.
Podle Neda v jeho Jerilderijském dopise „M'Intyre vyskočil na Kennedyho koně a já ho nechal jít, protože jsem ho nechtěl zastřelit po tom, co se vzdal, jinak bych ho zastřelil už když stál mezi mnou a Kennedym.“
McIntyre jel tryskem dvě míle, dokud se jeho kůň neunavil.
Zvíře bylo evidentně zraněné.
Sundal mu sedlo a uzdu a zraněný z několika pádů při svém úniku a v šatech na cáry se ukryl ve vombatí noře, kde zůstal až do setmění.
Za tmy šel bosý, aby nedělal hluk, dokud v Bridge's Creek nepadl únavou.
Po odpočinku využil hvězd na nebi a malého kompasu, aby se dostal západním směrem k Benallské a Mansfieldské telegrafní lince, a v neděli odpoledne kolem 3. hodiny, po cestě dlouhé 20 mil (asi 30 km), dosáhl domu Johna McColla, zhruba míli od Mansfieldu.
S pomocí povozu sousedního farmáře se dostal do policejního tábora v obci, kde vše nahlásil pomocnému inspektoru Pewtressovi.
Asi dvě hodiny po tom, co McIntyre nahlásil vraždu policistů, vyrazil pomocný inspektor Pewtress v doprovodu strážníka Allwooda, Dr. Reynoldse a pěti měšťanů k táboru.
Měli s sebou pouze dvě pušky.
K táboru dorazili ve 2:30 ráno s pomocí průvodce, pana Monka, kde našli těla Scanlana a Lonigana.
Za denního světla hledali seržanta, ale nenašli po něm žádné stopy.
Stan byl spálen a vše ostatní bylo odneseno nebo zničeno.
Pitevní zpráva Dr. Reynoldse odhalila, že Lonigan měl sedm zranění, z nichž jedno zasáhlo oko.
Scanlanovo tělo mělo čtyři střelné rány včetně smrtelného zranění způsobeného čistým průstřelem plic loveckou puškou.
Kennedy byl starý 36 let, Scanlan 33 a Lonigan 37 let.
Před tím, než gang opustil tábor, ještě třikrát střelili do Loniganova mrtvého těla.
Výstřely navíc byly vypáleny tak, aby byli všichni z gangu zapojeni stejně.
Ned toto ve svém dopise členu zákonodárného shromáždění vyvrací slovy „koroner by měl být zkonzultován.“
Při hledání Kennedyho 29. října byli v Mansfieldu zatčeni dva Kellyho příbuzní - ‚Wild Wright‘ a jeho hluchý a hloupý bratr ‚Dummy Wright‘.
Wild Wright musel být před spoutáním zastrašen revolverem.
Bratři byli předvedeni před policejní soud a obviněni z vyhrožování členům pátrací skupiny.
Starší bratr Wild byl držen sedm dní a mladší bratr ‚Dummy‘ byl propuštěn hned.

Po Kennedym nebyly stále žádné stopy, a tak byla v den Scanlanova a Loniganova pohřbu vyslána další pátrací skupina, ale ani ta neuspěla.
Následující středu byla v 16.00 vyslána jiná skupina, vedená Jamesem Tomkinsem, prezidentem Mansfieldské oblasti, a pomocným inspektorem Pewtressem, doprovázenými několika místními obyvateli. Příštího rána nalezl seržantovo tělo Henry G. Sparrow.
Přesné místo v Germans Creek, kde bylo tělo nalezeno, bylo identifikováno v roce 2006.

### Zvýšení odměny a Zákon o psancích
Jako odpověď na vraždy byla odměna 31. října 1878 zvýšena na 500 liber, Victorijský parlament narychlo přešel Zákon o zatýkání zločinců přijatý 1. listopadu 1878, který gang prohlásil za psance, a oprávnil jejich beztrestné zastřelení: Ve věci psanců nebylo povinností je nejprve zatýkat, nebo aby proběhl nějaký soud o jejich dopadení.
(Zákon vycházel ze zrušeného zákona z roku 1865 v Novém Jižním Walesu, který prohlásil Bena Halla a jeho gang za psance.)
Zákon také postihoval všechny, kdo ukrývali, „poskytovali jakoukoliv pomoc, úkryt nebo potravu,“ psancům či nevydali nebo uvedli falešné informace o nich autoritám.
Trestem bylo „uvěznění s nebo bez nucených prací na dobu nepřesahující 15 let."
Na základě ustanovení tohoto zákona 4. listopadu 1878 byly na všechny čtyři členy Kellyho gangu vystaveny zatykače.

## Bankovní loupeže
Po zabíjení ve Stringybark Creek gang spáchal dvě hlavní loupeže: v Euroae (Victoria) a Jerilderie (Nový Jižní Wales). Jejich strategie spočívala ve vzetí rukojmích a následném vyloupení trezorů.

### Euroa
V poledne 9. prosince 1878 přišel gang na usedlost stanice Gooram Gooram Gong Wool ve Faithful's Creek vlastněnou panem Younghusbandem.
Ujistili přítomné, že se nemají čeho obávat a žádali pouze jídlo pro sebe a své koně.
Zaměstnanec jménem Fitzgerald, který zrovna večeřel, spatřil Kellyho, pohrávajícího si s velkým revolverem, a řekl: „No samozřejmě, pokud pánové žádají jakékoliv občerstvení, musejí ho dostat.“
Ostatní tři, kteří před tím byli zavedeni ke koním, se nyní přidali ke svému vůdci a společně uvěznili muže na stanici ve zbývající budově užívané jako obchod.
Ženy nebyly nijak omezeny.
Ned čas od času ujistil mužské zajatce, že se nemají čeho bát.
Pozdě odpoledne se vrátil manažer stanice pan McCauley, načež byl ihned zajat.
Kellymu řekl, že nebylo moc přínosné na stanici chodit, protože jejich vlastní koně byli lepší, než kterýkoliv kůň na jeho stanici.
Kelly mu odpověděl, že nechtějí koně, ale pouze jídlo pro sebe a svá zvířata.
K večeru jako obvykle tábořil na stanici sokolník jménem Gloster.
Když přišel se svým asistentem do kuchyně, jeden z dělníků ho upozornil, že jsou na stanici Kellyové. Gloster odpověděl: „Přál bych si, aby byli, to bych měl v kapse 2 000 liber.“
Kelly se na něj podíval a zeptal se: „Co že jsi to řekl?“
Gloster neplánoval cokoliv vysvětlovat; rozběhl se k vozu a Kelly s Joem Byrneem za ním.
McCauley se bál o Glosterovu bezpečnost, pročež je následoval.
Když Gloster doběhl ke svému vozu, začal hledat revolver. Zbojníci ho však již měli na mušce a McCauley na něj křičel: „Pozor, Glostere, budeš zastřelen!“ a zároveň apeloval na Kellyho, aby nestřílel.
Gloster se tedy vzdal a zeptal se Neda: „Kdo jsi?“ Kelly odpověděl: „Jsem Ned Kelly, syn Reda Kellyho, stejně ušlechtilé krve, jakou má kdokoliv v této zemi, a rád vám do vozu hodím sirku a zapálím ho.“ Podomní obchodníci Gloster a Beercroft byli pod dozorem uvězněni ve skladu.
Kellyové si z Glosterova zboží vybrali nové obleky a revolver, protože chtěli do banky přijít upraveni.
Sokolníkovi za ně nabídli peníze, které však odmítl.
Po setmění byli vězni puštěni ven, aby se mohli nadýchat čerstvého vzduchu.
Čas ubíhal klidně až do dvou hodin ráno, kdy si psanci dali znamení hvízdnutím, načež Steve Hart a Joe Byrne vyběhli z budovy.
McCauley byl v tu ránu obklíčen zbojníky a Kelly k němu pravil: „Jsi ozbrojený, v domě jsme našli spoustu munice.“
Po této příhodě se psanci odebrali ke spánku. Odpoledne druhého dne, 10. prosince 1878, se tři z gangu dali do práce, zatímco Joe Byrne měl na starost vězně.
Psanci nejprve přeřezali telegrafní dráty, pro jistotu pokáceli i sloupy a ujistili se, aby přeřezali větší množství drátu, než jaké s sebou nosí běžný opravář.
Tři nebo čtyři železničáři se pokoušeli zasáhnout, ale byli společně s ostatními uvězněni v Younghusbandově skladu.
S šekem na pár liber, vypsaným McCauleym, se trojice těžce ozbrojených zbojníků vydala do banky.
(Kenneally uvedl, že Hart, který přišel zadním vchodem, běžel za bankovní služebnou Maggie Shawovou, se kterou dříve chodil do školy ve Wangarattě.)
Mezitím Byrne zadržel opraváře telegrafních linek, který začal dělat potíže.
Zbylí psanci dorazili k bance až po jejím zavření v obchodníkově voze.
Kelly zaklepal na dveře a přesvědčil úředníka, aby ještě otevřel a vyplatil mu jeho šek.
Neopatrného úředníka i jeho manažera, pana Scotta, odzbrojili.
Lupiči ukradli 700 liber v bankovkách, zlatě a stříbře.
Ned Kelly trval na svém přesvědčení, že peněz je tam víc a manažera donutil, aby otevřel trezor. Z něj psanci získali dalších 1 500 liber v listinách, 300 liber ve zlatě, zlatý prášek v hodnotě asi 300 liber a asi 100 liber ve stříbře.
Nahlášené celkové ukradené množství čítalo 68 desetilibrových bankovek, 67 pětilibrových bankovek, 418 jednolibrových bankovek, 500 liber ve zlatých mincích, asi 90 liber ve stříbře a 30uncovou (tj. asi 850gramovou) cihlu zlata.
Ke Scottově manželce byli psanci ohleduplní a zdvořilí.
Sám Scott je pozval na skleničku whisky, s čímž souhlasili.
Celá skupina se po loupeži vrátila zpět k Younghusbandovi, kde se nacházel zbytek zajatců.
Zdá se, že večer uběhl docela příjemně.
McCauley poznamenal, že by mohla přijít policie, což by znamenalo souboj.
Kelly odpověděl: „Kéž by přišla, máme tu spoustu úkrytů.“
Večer byl připraven čaj a o půl deváté psanci upozornili zajatce, aby se po dobu následujících tří hodin nepohnuli, protože jsou právě na odchodu.
Těsně před odchodem si Kelly všiml hodinek pana McDougalla, načež jej o ně požádal.
McDougall odpověděl, že ty hodinky byly darem od jeho mrtvé matky.
Kelly prohlásil, že v tom případě by na něm hodinky za žádných okolností nežádal a brzy nato všichni čtyři psanci odjeli.
Na celé věci je neobvyklé to, že všechny tyto rušné události proběhly, aniž by o tom kdokoliv z města věděl.
Zajatci stanici opustili po pěti hodinách.

### Držení údajných Kellyho stoupenců
V lednu roku 1879 policejní skupina pod vedením kapitána Standishe, komisaře Harea a důstojníka Sadleira zadržela všechny Kellyho známé přátele a údajné stoupence, celkem asi 22 lidí, včetně Toma Lloyda a Wild Wrighta, které pak bez obvinění přes tři měsíce držela v Beechworthské věznici.
Podle Harea „Všichni muži zodpovídající za různé stanice, kteří delší dobu pobývali v Benalle – detektivové a strážníci – byli všichni na rozkaz kapitána Standishe svoláni. Každý z nich byl postupně volán do místnosti a následně byl tázán na jména osob v okolí, jež považoval za Kellyho stoupence. Neměl jsem s tím nic společného, pouze jsem poslouchal a zapisoval jména padající z úst těch mužů.“
Veřejné mínění se v této záležitosti obracelo proti policii a tak byl 22. dubna 1879 propuštěn zbytek stoupenců.
Nikdo z nich nebyl finančně odškodněn ani odvezen zpět domů; všichni si museli najít cestu zpět, dlouhou „25, 30 až 50 mil,“ sami.
Zacházení s těmito 22 ‚Kellyho stoupenci‘ způsobilo rozhořčení veřejnosti vůči zneužívání moci vládnoucí vrstvou, které vedlo k jejímu odsouzení v médiích a také prudkému nárůstu veřejné podpory gangu, což později způsobilo, že členové tak dlouho úspěšně unikali zatčení.

### Jerilderie

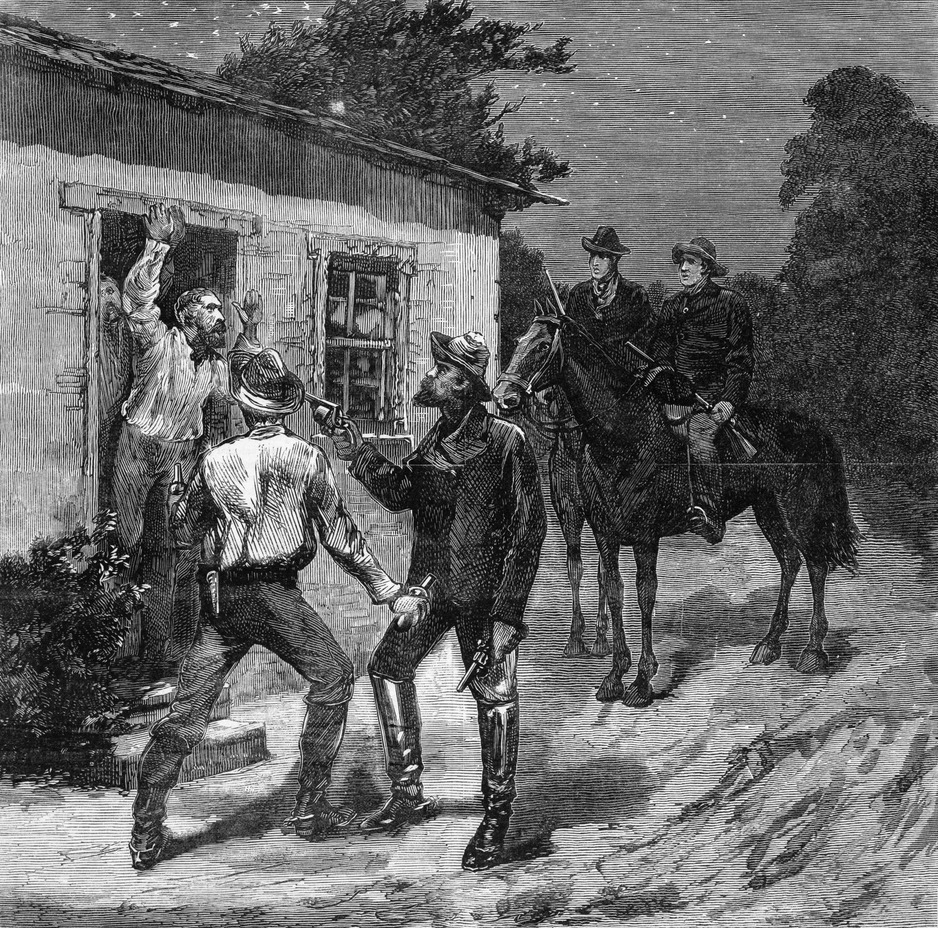
Gang přepadává jerilderiejskou policejní stanici

Podle příběhu obyvatele Coonambleu (Nový Jižní Wales), otisklého v novinách Windsor and Richmond Gazette, který se střetl s Kellyemi v Glenrowanu, se Ned Kelly doslechl, že jeden muž jménem Sullivan podal svědectví a že cestoval vlakem z Melbourne do Rutherglenu. Kellyho gang ho do města následoval, ale pak jim bylo řečeno, že se vydal do Urally přes hranici v Novém Jižním Walesu.
Když se dostali do Urally, Sullivan odjel do města Wagga Wagga.
Jeli za ním tedy i tam, ale ztratili ho z dohledu.
Kelly se domníval, že by mohl cestovat do Hay, tak se tím směrem vydali, ale nakonec s pronásledováním přestali.
Při návratu domů gang projížděl městem Jerilderie, a tak se rozhodli vyloupit místní banku.
Nicméně, podle J. J. Kenneallyho gang přijel do Jerilderie směrem od řeky Murray v jiné části Nového Jižního Walesu, Burramine.
Skupina se doslechla o tamním přechodu, kde by mohli řeku přebrodit i s koňmi; nevěděli však, že se místo nachází na opačné straně řeky, pročež poslali Toma Lloyda, aby brod prozkoumal.
(Řeka byla střežena spojenými silami hraniční policie Victorie a Nového Jižního Walesu.)
Po Lloydově neúspěšném pokusu přebrodit řeku sám požádal o pomoc majitele nedalekého hotelu, který ho převezl na loďce, zatímco Lloydův kůň plaval za nimi.
Když úspěšný přesun oznámil zbytku gangu, skupina si loďku ‚vypůjčila‘, aby se přes řeku dostala na dvě přeplutí.
Dan Kelly a Joe Byrne dosáhli Davidsonova hotelu dvě míle jižně od Jerilderie v sobotu 2. února v době času na čaj, zatímco ostatní čekali na jiném místě.
O půlnoci v sobotu 8. února 1879, Ned Kelly, Dan Kelly, Steve Hart a Joe Byrne obklíčili Jerilderijské policejní kasárny. Tu noc měli službu strážníci George Denis Devine a Henry Richards.
Hart hlasitě zvolal: „Devine, v Davidsonově hotelu je opilec, který spáchal vraždu. Vstávejte všichni.“
Richards, který spal v zadní části budovy, šel k hlavnímu vchodu.
Devine otevřel dveře, kde stál Kelly, který mu řekl, že v Davidsonově hotelu probíhá velká roztržka.
Devine vykročil ke Kellymu, který při zjištění, že kolem nejsou žádní další policisté, namířil na strážníka dva revolvery, představil mu svůj gang a řekl oběma strážníkům, aby dali ruce vzhůru.
Na strážníky vmžiku skočili ostatní členové gangu a zavřeli je do cely, zatímco paní Devinovou a děti umístili do obývacího pokoje.
Následně Ned zajistil všechny střelné zbraně a munici a společně s Devinem obešel budovu, aby se ujistil, že kolem nejsou žádní další policisté.
Potom nechal děti a Devinovu manželku jít spát, jak byli zvyklí, a se zbytkem gangu se přesunul do obývacího pokoje, kde drželi hlídku až do rána.
Sto yardů (asi 90 m) od kasáren se nacházela budova soudu, jejíž součástí byla i kaple.
Obvyklá práce paní Devinové byla přichystat soudní budovu na mši.
Další den, v neděli, jí to bylo dovoleno, ale s tím, že jeden z Kellyů půjde s ní.
Kolem 10. hodiny ráno Ned zůstal v soudní budově a rovnou pomohl paní Devinové připravit oltář a utřít prach.
Když bylo hotovo, Kelly ji doprovodil zpět do kasáren, kde byly zavřené dveře a stažené rolety, aby to vypadalo, že Devinovi nejsou doma.
Hart a Dan Kelly, oba oblečeni do policejních uniforem, chodili přes den do stájí a zpět, aby to nevzbudilo podezření.
V pondělí ráno Byrne přivedl dva koně k okování, ale kováři se na tom něco nezdálo, pročež si prohlédnul jejich vypálené značky.
(Podle Kenneallyho byl kovář zaražen kvalitou těch takzvaných policejních koní, a proto si ty značky prohlédl. A také podle této verze okování koní bylo připsáno na účet vlády Nového Jižního Walesu.)
Asi v 10 hodin ráno Kellyové v doprovodu strážníka Richardse opustili kasárny, zatímco Hart a Byrne je na koních s menším odstupem následovali.
Všichni jeli k hotelu Royal, kde Cox, bytný, upozornil Richardse, že ho doprovází Kellyové. Ned řekl, že se chtějí v hotelu ubytovat a odhalil jim své úmysly ohledně vyloupení banky.
Hart a Byrne zajeli dozadu a požádali podkoního, aby jim ustájil koně, ale nekrmil je.
Hart šel do hotelové kuchyně, vzdálené několik metrů od zadního vchodu do banky.
Byrne potom vešel do zadní části banky, kde potkal účetního, pana Livinga, který ho požádal, aby použil přední vchod.
Byrne ukázal svůj revolver a přinutil ho, aby se vzdal.
Kenneally napsal „Šok způsobil, že Living začal koktat a údajně pak koktal po zbytek svého života.“ Byrne potom odvedl jeho a nižšího účetního Mackieho do baru, kde hlídal Dan Kelly.
Ned Kelly zajistil manažera banky, pana Tarletona, kterému bylo nařízeno, aby otevřel sejfy.
Když byl hotov, byl přidán k ostatním zajatcům.
Všichni byli osvobozeni ve tři čtvrtě na tři.
Následně zbojníci navštívili pár dalších hotelů, kde se ke všem chovali zdvořile a dali si několik drinků.
Hart vzal u sedláře nové sedlo a také vzal hodinky reverendu J. B. Gribbleovi, které však na Nedovu výzvu vrátil.
Vzali dva nádherné policejní koně a chtěli vzít i další, ale obyvatelé města tvrdili, že koně patří ženám a McDougall, aby nepřišel o svou závodní kobylu, „protestoval, že je poměrně chudý,“ a tak Kelly ustoupil.
Telegrafisté byli zajati také.
Byrne obsadil kancelář a zničil všechny ten den odeslané telegramy a přestříhal všechny dráty.
Skupina odjela kolem sedmé večer neznámým směrem.
Odzbrojení a bezkonní policisté neměli žádný způsob, jak gang sledovat.
Ned Kelly šel v doprovodu pana Livinga a strážníka Richardse do tiskařské kanceláře.
Když byl žurnalista S. Gill vyzván, aby vstal, tak místo toho utekl a ukryl se v korytě řeky.
Trojice šla tedy k němu domů, kde se Richards snažil uklidnit žurnalistovu manželku a kde jí Kelly řekl: „Vše, co po vašem muži chci je, aby otiskl tento dopis, vyprávění mého života; proto jsem ho chtěl navštívit a dopis mu vysvětlit.“
Living mu tedy řekl: „Pro Boha, Kelly, dejte mi ty papíry a já je Gillovi dám.“
(Living nikdy svůj slib nesplnil a místo toho předal dokument policii, která jej po Kellyho popravě uveřejnila ve zkreslené podobě.)
Později toho dne Kelly relaxoval s obyvateli města u McDougalla.
Když byl zajištěn manažer, Ned vzal Livinga zpět do banky a ptal se ho, kolik peněz tam mají.
Living přiznal částku mezi 600 a 700 librami.
Potom mu předal pokladníkovu hotovost, 691 liber.
Kelly se zeptal, jestli mají více peněz a Living odpověděl: „Ne.“
Kelly se pokusil otevřít zásuvku sejfu; jeden klíč mu byl vydán, ale klíče byly potřeba dva.
Byrne chtěl zásuvku rozbít kladivem, ale Kelly vzal pokladníkovi klíč a našel 1650 liber, čímž se celková výše krádeže vyšplhala na 2141 liber.
Kelly si všiml schránky s právními listinami.
Skupina se poté vydala do hotelu.
Kelly vzal dva ze skupiny do zadní části hotelu, kde založili oheň a spálili tři ze čtyř bankovních knih, obsahující hypoteční dokumenty, aniž by si však uvědomili, že se v kancelářích v Sydney nacházejí jejich kopie.

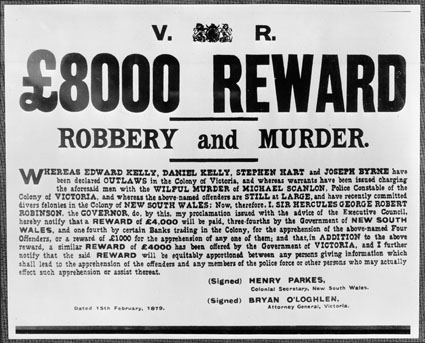
Oznámení o odměně £8000 za dopadení gangu Neda Kellyho, 15. února 1879

Než odjeli, Kelly řekl skupině zajatců, že když byl Fitzpatrick, benallský strážník, postřelen, nacházel se více než 400 mil od Grety. Nicméně se přiznal ke krádeži 280 koní z Whittyho stanice a popřel spáchání jakéhokoliv dalšího zločinu.
Uvedl, že koně byli prodáni Baumgartenovi.
Kelly ukázal skupině své revolvery a upozornil na jeden z nich, který vzal strážníku Loniganovi, a dále uvedl, že Lonigana zastřelil opotřebovanou, křivou, provázkem převázanou mušketou, která by ‚mohla střílet za roh‘.
Zeptal se přítomných, jak by se jim líbilo, kdyby detektivové mířili revolvery na jejich matky a sestry a vyhrožovali jim zastřelením, pokud jim neřeknou, kde byli.
Tomuto zacházení dával za vinu své obrácení proti zákonu.
Řekl, že přišel zastřelit pouze ty dva policisty, Devinea a Richardse, a řekl, že jsou horší než kterýkoliv aboridžinský stopař, hlavně Richards, kterého chtěl zastřelit hned.
Tarleton poznamenal, že by Kelly neměl obviňovat Richardse z plnění své povinnosti.
Na to Kelly odpověděl: „Předpokládejme, že když jsem vešel, měl byste připravený revolver; nezastřelil byste mě?“
Pan Tarleton odpověděl: „Ano.“ „Nuže,“ řekl Kelly, „přesně to teď udělám s Richardsem – zastřelím ho dříve, než on zastřelí mě.“
Skupina se následně snažila za Richardse přimluvit, ale Kelly řekl, že „musí zemřít.“ Než odešel, podotknul, že se dopustil velké chyby, která by pravděpodobně mohla vést k jejich dopadení.

### Následky
Nový Jižní Wales zveřejnil nové odměny v celkové hodnotě 4 000 liber za gang, živý nebo mrtvý.
Vláda Victorie tuto hodnotu dorovnala, čímž celková odměna za Kellyho gang činila 8 000 liber.
Policejní asociace, která zahrnovala kapitána Standishe, komisaře Harea a komisaře Sadleira, centralizovala všechna rozhodnutí ohledně pátrání po Kellyho gangu.
Odměna na ně měla demoralizující efekt: „Ti policisté sice toužili po dopadení Kellyů, ale ve věci vyplácení odměny byli velmi žárliví; hlavně proto, že nevěděli, jestli se vyplácení odměny bude týkat jich všech. Toto vedlo k velmi vážným roztržkám mezi vedoucími...“
Od začátku března 1879 do června 1880 nebyly po místech pobytu gangu žádné stopy.
Jak Thomas Aubres napsal ve svém článku v novinách The Mirror roku 1953,
„V následujících měsících po Jerilderie se veřejné mínění ostře otočilo proti komisaři Standishovi a 300 policistům a mužům od policie a speciálním jednotkám dělostřelectva, kteří se nahrnuli do měst severovýchodní Victorie. Kritici rychle poukázali na „hrdinné“ strážníky, kteří se dobře postarali o to, aby zůstávali ve MĚSTECH a nechali tak psancům téměř úplnou svobodu v BUŠI, jejich domovském prostředí.“
Strážník Devine se cítil tak velmi ponížený zavřením ve své vlastní vězeňské cele, že se mu ani trochu nelíbila zmínka o návštěvě Kellyho gangu do jeho města.
Přestěhoval se do Západní Austrálie, kde se stal detektivem na závodní dráze. Na této pozici setrval až do své smrti roku 1927.
Kenneally o něm napsal: „Byl to muž s velmi silným duchem a obecně se na něj pohlíželo jako na muže, který by raději bojoval než utekl. Kellyové poznali jeho odvahu, pročež ho nepustili z cely, aby šel hlídkovat do města, jako to udělali se strážníkem Richardsem.“

## Jerilderijský dopis
Měsíc před příjezdem do Jerilderie Joe Byrne pomohl Nedu Kellymu nadiktovat dlouhý dopis k publikaci, kde popisoval svůj pohled na své činy a zacházení s jeho rodinou, a co víc, hlavně zacházení s irskými katolíky policií, a také anglickými a irskými protestantskými nelegálními obyvateli. Je znám jako Jerilderijský dopis, jedná se o ručně psaný dokument tvořený 56 stranami a 7 391 slovy.
Ned Kelly ho předal panu Livingovi během přepadení města Jerilderie Kellyho gangem.
V tisku byly zveřejněny výňatky z kopie přepsané Johnem Hanlonem, majitelem hotelu Eight Mile v Deniliquinu.
Dopis zůstal skrytý až do roku 1930, kdy byl znovu objeven.
Tehdy byl zveřejněn v kompletním stavu v Melbourne Herald.
Před Jerilderijským dopisem Kelly 16. prosince 1878 poslal 20stránkový dopis členu victorijského parlamentu, Donaldu Cameronovi M. L. A, kde vyjádřil své rozhořčení. Zveřejněn byl však pouze výtah z textu. V dopise zdůrazňuje různé incidenty, které z něj udělaly psance.
Jerilderijský dopis byl anonymně darován Státní knihovně Victorie v roce 2000.
Přepis hostinského Johna Hanlona se nachází v Australském národním muzeu v Canbeře.
Podle historika Alexe McDermotta „se Kelly zapsal do historie svými vlastními výrazy, svým vlastním hlasem. ... Slyšíme živého řečníka způsobem, jaký v žádném jiném dokumentu naší historie neměl obdoby.“
Kellyho jazyk je „nadsazený, plný narážek, halucinační ... plný útočných metafor a obrazů.“
V jednom případě popisuje victorijskou policii jako „balík velkých, ošklivých, tlustokrkých, wombatoidních, tlustobřichých, strakonohých, úzkobokých, širokonohých synů irských soudců či anglických bytných.“
Dopis končí slovy: „Zanedbejte to a nesnesete následky, které budiž horší než pšeničná sněť ve Victorii či žízeň sarančat v období sucha v Novém Jižním Walesu. Nepřeji si dávat příkazu plnou platnost, aniž bych dal včasné varování, ale jsem psancem, synem vdovy a mé příkazy musejí být uposlechnuty.“

## Diskutování dalšího útěku, Zákon o psancích vyprchává
O nízké důvěře veřejnosti ve schopnost policie, napsal Thomas Aubrey: „Mnozí věřili, že se gangu již podařilo uprchnout do jiné kolonie, zatímco se jejich pronásledovatelé potulovali po Victorii a dostávali, nikdy však zaslouženě, dvojitý plat a také značné peníze za ‚riziko‘.“ Gang mezitím pohodlně přebýval v kopcích poblíž Kellyho farmy v Eleven Mile Creek, kde probírali úsilí policie a plány do budoucna. Na konci března 1879 se Nedovy sestry Kate a Margaret údajně vyptávaly kapitána Victoria Cross, kolik by si účtoval za převezení čtyř nebo pěti džentlmenů, jejich přátel, z Kalifornie do Queenscliffu. 31. března neznámý muž domluvil schůzku s kapitánem General Post Office, kde by uvedl konečnou částku. Kapitán kontaktoval policii, která v budově rozmístila mnoho detektivů a přestrojených policistů, ale muž se neukázal. Není důkaz, že se Nedovy sestry vyptávaly jménem gangu, a v Argu byla událost ohlášena jako „bezpodstatná“.
Podle Toma Lloyda gang „pravidelně projednával své plány do budoucna,“ a on navrhoval, aby se každý sám vydali do Queenslandu, kde se pak opět spojí. Měl pocit, že „pár let v tropickém klimatu,“ je změní k nepoznání. Nicméně gang došel k závěru, že by tam byli nadobro odloučeni a chyběla by jim srdečná podpora veřejnosti, které se jim dostávalo ve Victorii, a že jejich nejlepším východiskem bude nejprve vyřešit záležitosti s vládami Victorie a Nového Jižního Walesu.
V dubnu 1880 vydala vláda „Oznámení o stažení odměny.“
Vláda v něm prohlásila, že po 20. červenci 1880 „úplně zruší a stáhne nabídku odměny.“

## Zavraždění Sheritta

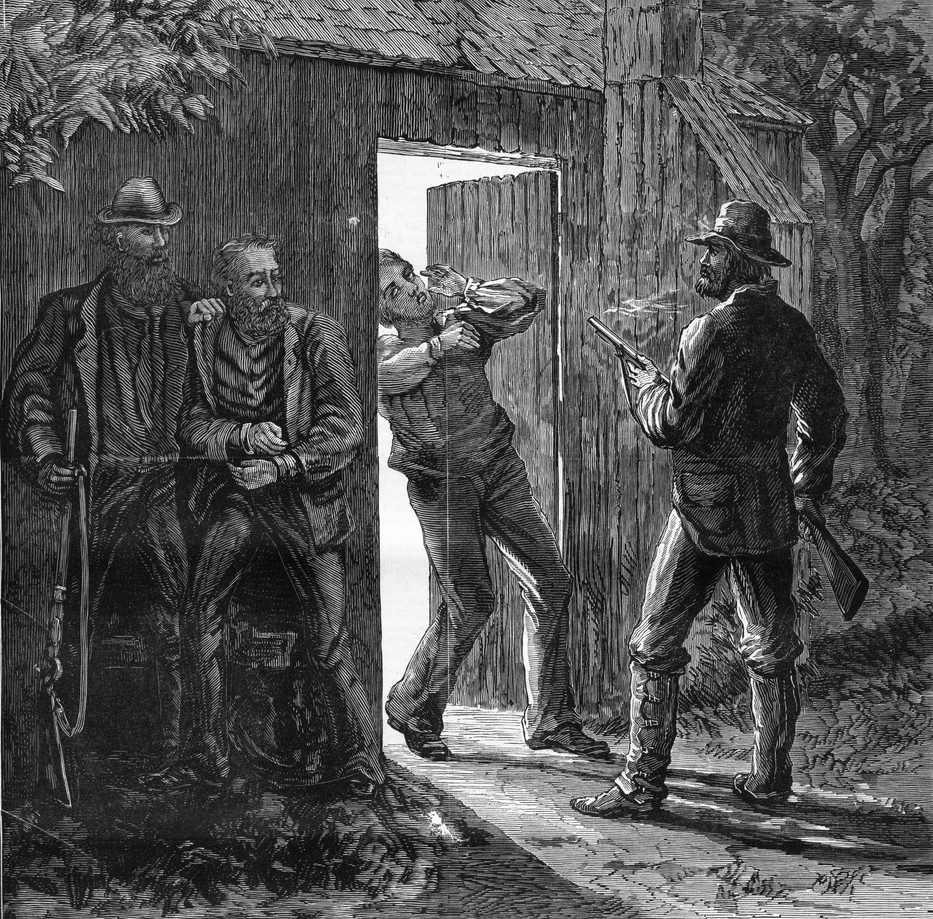
Vražda Sherritta

9. února 1880 propadl rozpuštěním Berryjského parlamentu Zákon o zatýkání zločinců 1878, a s ním také psanecký status gangu i jejich zatykače.
Zatímco na Neda a Dana stále platily nevyřízené předchozí zatykače za pokus o vraždu Fitzpatricka, Hart a Byrne byli technicky volní, ačkoliv policie ještě pořád mohla zatykače za vraždu obnovit.

V pátek 25. června 1880 se Dan Kelly a Joe Byrne vydali do údolí, kde Aaron Sheritt udržoval malou farmu. Ned se rozhodl vyloupit banku v Benalle, největší základně policistů pátrajících po Kellym, aby využil momentu překvapení, neboť banky po celé zemi byly nyní plně informovány o činnosti gangu. Thomas Aubrey napsal: „Nejprve plánoval pozabíjet nebo zadržet benallské policisty při potyčce v malém městě Glenrowanu, kam byli gangem na cestě vlakem po kolejích vylákáni lestí.“ Také doufali v to, že se jim podaří unést tři policejní náčelníky jako rukojmí do horského úkrytu, a následně je nabídnout výměnou za Ellen Kellyovou, Skilliona a Williamsona. Aubrey dále napsal: 
| „ | „Aaron Sheritt měl za úkol zajistit onu nezbytnou lest. Záludný, brutální, nemravný a domýšlivý Sheritt byl nejnebezpečnějším z mnoha policejních informátorů. Za peníze od policie si pořídil plnokrevného koně, luxusní oblečení a fatální namyšlenost. Zavržen jako zrádce mladší sestrou Joea Byrnea, kontaktoval Kate Kellyovou, za což mu paní Skillionová vyhrožovala. Oženil se s 15letou dívkou a usadil se na farmě svých rodičů, kde mohl špehovat pro policii a napomáhat smrti svých bývalých přátel.“ | “ |

J. J. Kenneally napsal, že Sheritt si byl s Joem Byrnem blízký a chodil s ním do školy.
„Sheritt neustále zásoboval policii novinkami o plánech psanců. Cítil se být jakýmsi zpravodajem. Měl pocit, že musí podat všechna dostupná fakta, a když žádná nová fakta dostupná nebyla, potom si je prostě vymýšlel.“ V rámci jeho ochrany byli do jeho domu nasazeni čtyři pozuby ozbrojení policisté. I přes jim známé podrobnosti o jeho ochraně se Kellyho gang rozhodnul Sheritta zavraždit. Podle Kenneallyho si v tento moment „Kellyové utvořili velmi špatný odhad o odvaze a bojových schopnostech policie.“ Zatímco pozorovali chatu, všimli si Sheritta, který otevřel dveře, aby si promluvil s Antonem Weekesem, německo-australským farmářem, který bydlel poblíž. Dan a Joe pak Weekese chytili a spoutali a ujistili ho, že pokud je poslechne, nic se mu nestane.
Dostrkali ho k Sherittovu zadnímu vchodu, Joe zaklepal na dveře a s Danem si stoupli dozadu do tmy.
Slyšeli kroky.
Sheritt se zeptal: „Kdo je tam?“
Weekes na Joeovu radu odpověděl: „To jsem já, ztratil jsem se,“ načež otevřela Sherittova mladá žena. Aaron stál opřený ve dveřích a vtipkoval na účet svého německého souseda.
„Musíš být opilej, Antone. Víš, že bydlíš naproti,“ zasmál se. Jakmile Sheritt zvednul ruku, aby Weekesovi ukázal cestu, Byrne ho z bezprostřední blízkosti střelil do hrudníku, načež Sheritt zavrávoral dozadu.
Byrne ho krokem následoval dovnitř, znovu na něj vypálil a ten bez dalšího slova zemřel.
Sherittova tchyně, Ellen Barryová, řekla komisi, že v tu chvíli si klekla k hlavě svého zetě a Byrne ji oslovil jejím jménem (dobře se znali, Ellen Barryová byla velmi dobrou kamarádkou Byrneovy matky) a vyhrožoval zastřelením jí a její dcery, pokud mu neřekne, kdo je v ložnici.
Řekla tedy muži v ložnici, aby vyšel ven, a když tak učinila, Byrne sundal Weekesovi pouta a řekl jí: „Teď jsem spokojenej, potřeboval jsem toho chlápka.“
Ellen Barryová později uvedla, že odpověděla: „No, Joe, nikdy jsem Aarona neslyšela říct něco proti tobě.“
A on odvětil: „Ublížil by mi, kdyby mohl; udělal vše, co bylo v jeho silách.“
Vdova po Sherittovi řekla psancům, že muž v ložnici je pracovník jménem Duross, který s nimi večeřel.
Ellen Barryová pak šla říci policistům, aby vyšli ven, ale oni jí dali znamení, aby šla ven sama, zatímco si oni vzali svoje zbraně.
Byrne volal na domnělé dva muže, aby vyšli ven, jinak dům zapálí.
Následně poslal Ellen dovnitř.
Ta tedy opět vstoupila do domu, načež ji policisté zachytili a schovali mezi sebe a zeď pod postel s tím, že když budou obě ženy uvnitř, psanci dům nezapálí.
Sherittův dům byla typická, dobová, dvoupokojová, fošnová chata, skrze kterou Dan viděl přes ložnici a kuchyň až na Joea vzadu.
Když Weekes poprvé zaklepal, strážník William Duross mluvil se Sherittem a jeho manželkou v kuchyni.
Následně se přesunul do ložnice ke svým policejním kolegům, Henrymu Armstrongovi, Thomasi P. Dowlingovi a Robertu Alexanderovi.
Ačkoliv to byli velcí muži, dobře ozbrojení a zkušení ‚ochránci‘, zůstali v moment Sherittova zastřelení strachy ukrytí ve tmě.
Potom Byrne řekl Ellen Barryové, aby otevřela hlavní dveře do chaty.
Když tak učinila, odhalila Dana Kellyho stojícího pár stop opodál.
Joe zvenčí nařídil vystrašeným ženám, aby opustily dům, a potom s Danem začali střílet do stěn ložnice.
Policisté skočili k zemi.
Psanci drželi policii uvězněnou po dobu dvanácti hodin, vyhrožovali zapálením domu a upečením tak každého z nich zaživa, ale nakonec odešli, aniž by tak učinili.
Všichni čtyři policisté se z domu dostali až v neděli v šest hodin večer.
Ellen Barryová a vdova po Sherittovi později uvedly, že když byl Sheritt zastřelen, strážníci měli připravené zbraně a Byrnea měli nadostřel.
Komisař Hare později napsal:
„To, že byl Aaron psanci zastřelen, byla velmi šťastná událost: bylo nemožné ho napravit a vláda kolonie by mu nijak nepomohla, takže by se vrátil zpět ke svému starému způsobu života a pravděpodobně se sám stal psancem.“

## Přestřelka v Glenrowanu

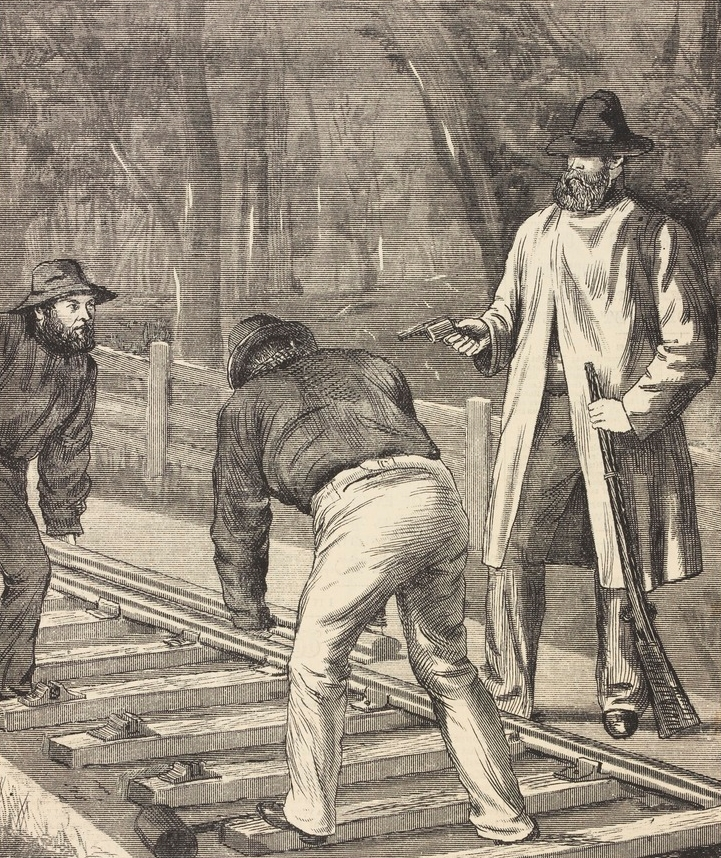
Ned Kelly nutí dva opraváře tratě v Glenrowanu k jejímu poškození za účelem vykolejení speciálního policejního vlaku

Dle Neda Kellyho gang po zastřelení Sheritta v Sebastopoli otevřeně projížděl přes Beechworth do Glenrowanu se záměrem vykolejit jakýkoliv speciální vlak, který by vezl policejní posily k jejich pronásledování. Donutili dva opraváře tratě, Jamese Reardona a Denise Sullivana, k poškození kolejí. Když nejprve bez úspěchu probudil a zkusil ostatní muže, Kelly potom vzal Reardonovu manželku a sedm nebo osm dětí do stainstreetského obydlí, kde oni i další byli hlídáni Stevem Hartem, zatímco Kelly, Byrne, paní Jonesová a opraváři tratě odešli poškodit koleje. Vybrali první zatáčku po příjezdu do Glenrowanu ležící na svahu a navíc u vodního kanálu. Kolej na každé straně byla zdvihnutá a bylo odstraněno několik pražců.
Gang vpadl do Glenrowanu kolem osmé hodiny ráno v neděli 27. června 1880 a obec bez jakéhokoliv odporu obyvatel převzali; nezkušení dělníci tábořili nejprve poblíž přednostova domu, a potom u hotelu paní Jonesové. Jiný hotel ve městě, McDonnell's Railway Hotel ve východní části stanice gang použil k ustájení svých kradených koní.

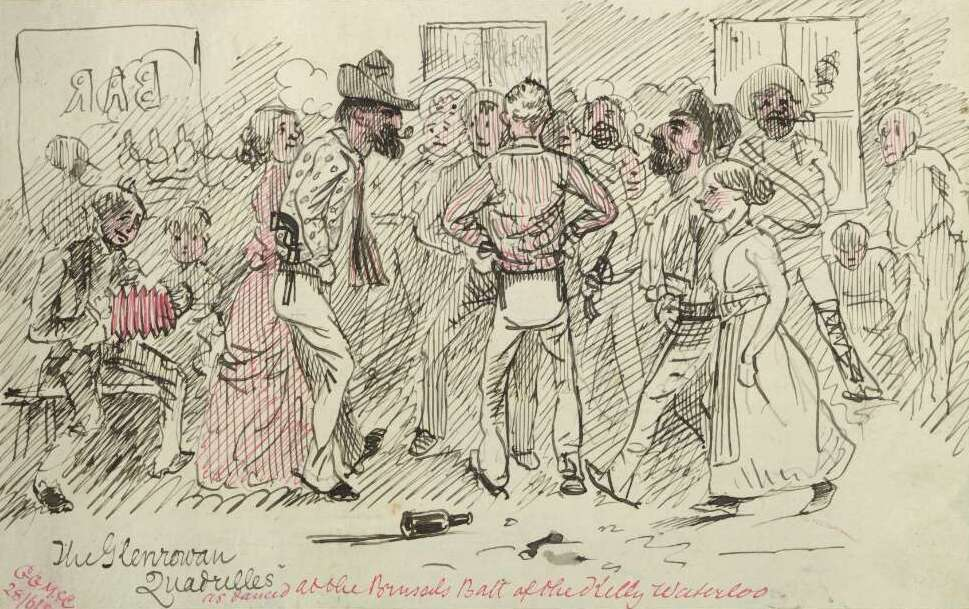
The Kellys, the Glenrowan Quadrilles: ilustrace od George Gordona McCraea zobrazuje jak gang tančí s rukojmími

Během nedělního večera gang shromáždil všech 62 zajatců, jak sám Reardon napočítal. Podle Australian Town and Country Journal v roce 1880 byly pod výhrůžkou rozdávány drinky členům gangu i obyvatelům města a atmosféru doprovázela hra na piáno. Reardon roku 1881 pod přísahou uvedl, že paní Jonesová trvala na tanci a na tom, aby její syn zazpíval píseň. Psanci tančili s rukojmími, zatímco syn paní domácí zpíval zbojnické balady, včetně ‚The Wild Colonial Boy‘, a také novější píseň o hrdinských činech gangu. Mimo jiné také uvedl, že gang měl k dispozici spoustu pití, Hart byl dost opilý, a kdyby neudělal, co mu nařídili, byl by zastřelen. Reardon také prohlásil, že Ned, Dan, Joe Byrne, paní Jonesová, její dcera a tři nebo čtyři další tančili. Curnow řekl, že kolem třetí hodiny odpoledne na popud Neda a Dana začalo několik zajatců poskakovat a skákat trojskok. Ned Kelly se k nim přidal, v obou rukou drže revolvery jako závaží. Curnow ještě uvedl, že během noci psanci pobízeli své rukojmí, aby se zabavili hraním karet. Jeden z rukojmích později uvedl: „Ned s námi nezacházel špatně - vůbec ne.“
Členové gangu byli vybaveni brněním, které odráželo kulky (nebyly chráněny pouze nohy). Brnění vyrobili za účelem dalšího vylupování bank, jelikož jim začaly docházet peníze. Policie byla svými špiony informována o brnění, a také o tom, že gang ho testoval střelbou ze vzdálenosti deseti kroků, ale tuto informaci nebrala v potaz. (Brnění bylo zhotoveno jedním mužem z okolí, o němž policie dobře věděla, ale neměla dostatečné důkazy k jeho usvědčení.) Brnění každého z nich vážilo kolem 44 kilogramů. Všichni čtyři měli také přilby. Říkalo se, že Byrneova byla nejlepší, neboť čelní část dosahovala až k nosní, což téměř vytvářelo pouze dvě úzké skuliny pro oči. Všichni měli přes brnění navíc přehozené ještě šedé bavlněné kabáty sahající až pod kolena.

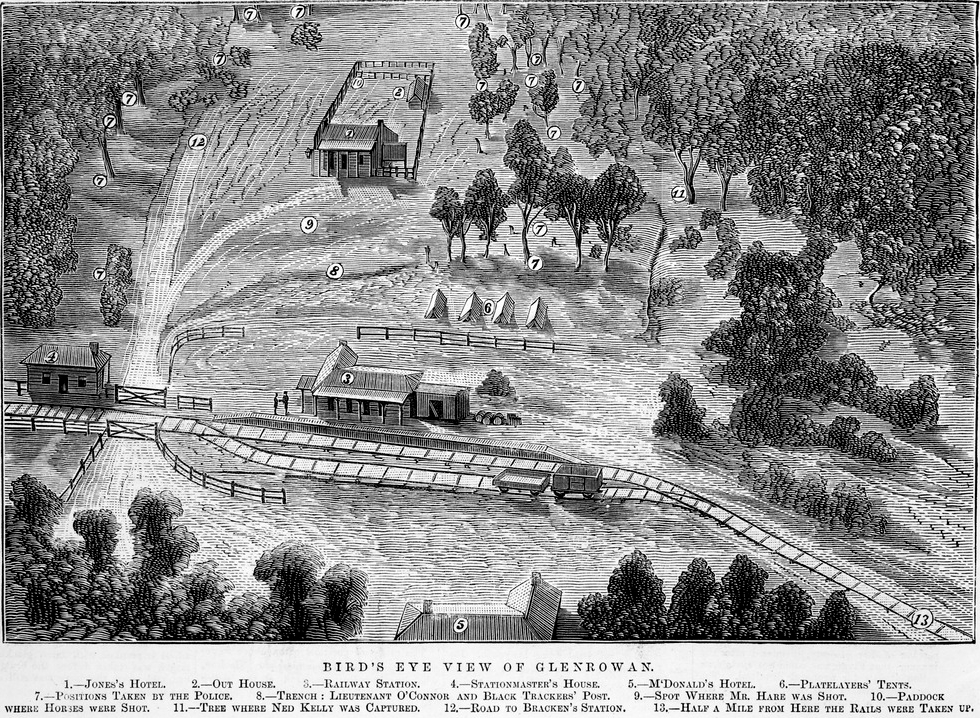
Ilustrace z ptačí perspektivy zobrazující klíčová místa Kellyho posledního vzepření policii

Tutéž noc kolem 10. hodiny šli Ned Kelly a Joe Byrne spolu s ředitelem školy Thomasem Curnowem, Davem Mortimerem (Curnoovým švagrem), poštmistrem E. Reynoldsem a R. Gibbensem zadržet strážníka Brackena, hlídkujícího mezi Glenrowanem a Benallou. Curnow řídil vůz se svou manželkou, sestrou a sedmiletým synem poštmistra Alecem Reynoldsem. Curnoowi se se slibem, že neopustí dům, podařilo přesvědčit Neda, aby je po zadržení Brackena propustil. Ned řekl: „Jděte potichu do postele a nesněte moc nahlas,“ a dal mu najevo, že jinak budou zastřeleni, protože jeden ze členů gangu je v noci přijde zkontrolovat. Zbytek se vrátil do hotelu.
Po Sherittově vraždě byly z Melbourne vyslány dva speciální vlaky s policejními posilami a reportéry. K uvedeným posilám patřily také australské domorodé jednotky, jejichž stopovací schopnosti Neda obzvlášť znepokojovaly. Když Curnow uslyšel vlaky ve tři hodiny ráno přijíždět, navzdory Nedovu varování popadl červený šátek svojí sestry, svíčku a sirky a rozběhl se k trati, kde se mu podařilo zastavit vedoucí vlak. Upozornil stráž na poškozené koleje a na to, že se v hotelu ukrývá Kellyho gang. Stráž potom zasignalizovala druhému vlaku s policií, aby zastavil. Vlaky potom potichu dojely do stanice. V nádražní budově policie potkala paní Stanistreetovou, manželku přednosty stanice, která jim řekla: „Vzali mého muže s mnoha dalšími do buše.“ Krátce nato přiběhl strážník Bracken a řekl policistům: „Všichni Kellyové jsou u Jonese. Rychle, obkličte dům, nebo uprchnou.“
Těsně před příjezdem policie se psanci rozhodli propustit své zajatce, aby se mohli lépe připravit na akci, ale hned nato jim paní Jonesová řekla, ať zůstanou a poslechnou si Kellyho proslov. Joe Byrne vyrušil konverzaci upozorněním skupiny na příjezd vlaku. Psanci bleskově vyběhli do hotelového pokoje, kde měli svá brnění, a rychle je začali oblékat. Strážník Bracken popadl klíč od místnosti, kde byli on a zbytek rukojmích drženi, všem řekl, aby si v případě střelby lehnuli na podlahu, a utekl ven. Přispěchal do stanice, kam právě dorazil vlak, a vysvětlil celou situaci policii. Komisař Hare řekl svým mužům, aby sesedli z koní a společně se se strážníky Barrym, Gascoignem, Kellym, Phillipsem, Arthurem, inspektorem O'Connorem a pěti aboridžinskými stopaři vyrazil k hotelu. V tuto chvíli policie spustila hromadnou palbu.

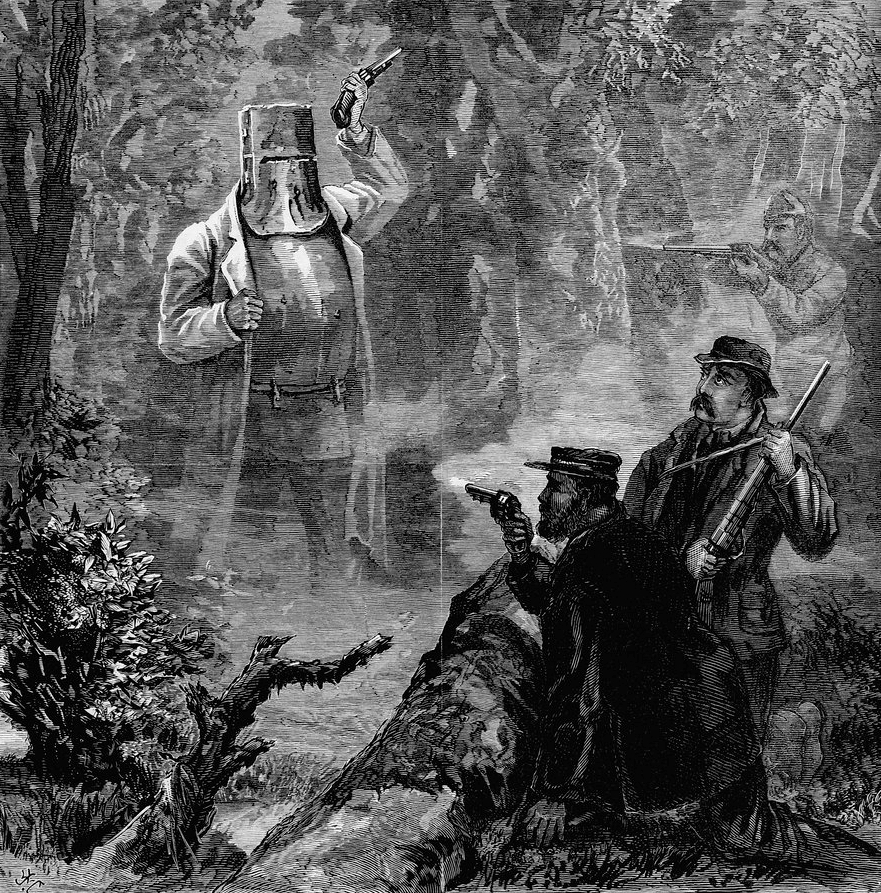
„Podivné zjevení“: když se Kelly vynořil z mlhou zahaleného křoví, oblečený do brnění, zmatení policisté ho považovali za ducha, bunyipa a „samotného ďábla“.

Podle reportérů v terénu z The Argus po sobě policie a gang stříleli asi čtvrt hodiny. Pak se situace uklidnila, ale kvůli kouři nebylo po dobu jedné až dvou minut nic vidět. Komisař Hare se vrátil do železniční stanice s roztříštěným levým zápěstím od jedné z vypálených střel. Silné krvácení zastavil pan Carrington, kreslíř pro The Sketcher svým kapesníkem. Následně Hare nařídil O'Connorovi obklíčit hotel. Hare se pokusil vrátit do boje, ale postupně ztratil tolik krve, že musel být speciálním vlakem přepraven do Benally.
Přes noc obklíčený hotel hlídala policie, aboridžinští stopaři a další. Kolem páté hodiny ráno začala bytná, paní Jonesová, hlasitě naříkat kvůli svému synovi, který byl v přestřelce postřelen do zad. Několikrát vyšla z hotelu a za hořkého pláče procházela křovinami. S pomocí jednoho ze zajatců se jí podařilo dostat svého syna z budovy a poslat ho do Wangaratty na léčbu. Střelba pokračovala s občasnými přestávkami. Kulky se zasekávaly do budov a vlaku.

### Dopadení

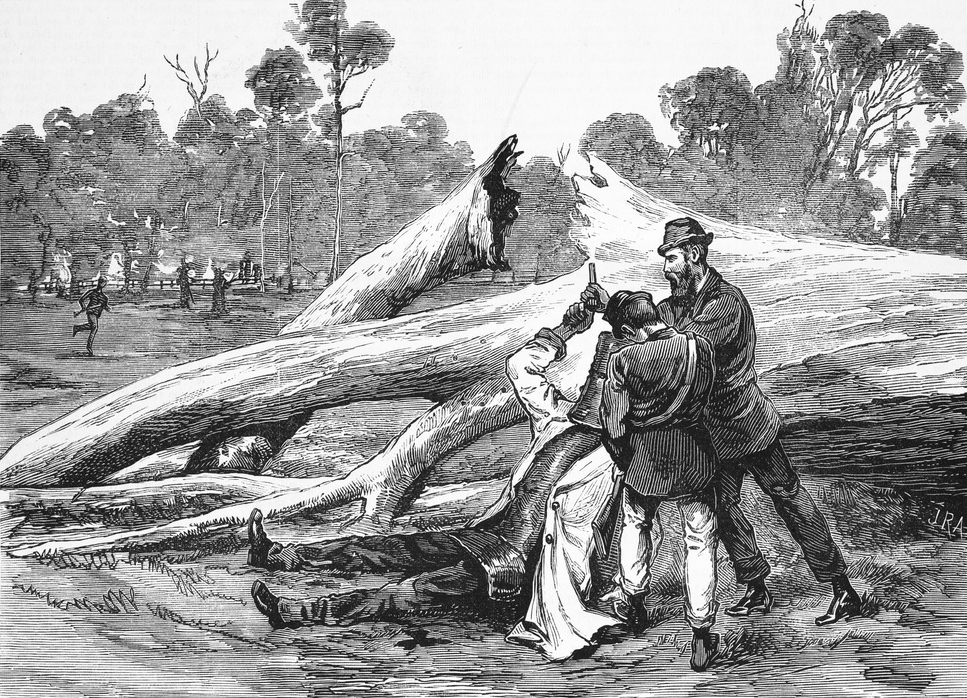
Seržant Steele a staniční hlídač Dowsett dopadávají kriticky zraněného Neda Kellyho

Za ranního rozbřesku Ned Kelly zaútočil na policii zezadu, na sobě měl dlouhý bílý kabát a železnou přilbu. Byl ozbrojený pouze revolverem. Klidně se pohyboval mezi stromy a opětoval palbu. Seržant Steele, nadstrážmistr Kelly a staniční hlídač jménem Dowsett na něj zaútočili. Všichni byli ozbrojení jenom revolvery. Stříleli po něm, avšak bez účinku. Seržant Steele si uvědomil, že Kellyho nohy nejsou chráněné, a dvě střely poslaly Kellyho sténajícího „mám dost, mám dost,“ k zemi. Kelly řval a nadával policistům. Steele ho popadl, načež mu Kelly sestřelil helmu. Kelly, střelený do levého chodila, levé nohy, pravé dlaně, levé ruky a dvakrát do oblasti rozkroku, pozvolna utichl. Žádná střela však nepronikla jeho brněním. Kelly byl přenesen k železniční stanici, uložen do hlídačova vagónu a následně do přednostovy kanceláře, kde mu benallský doktor Dr. John Nicholson obvázal rány.

### Propuštění rukojmích
Obléhání hotelu mezitím pokračovalo. Vězněné ženy potvrdily, že se v domě stále nacházejí tři zbývající psanci. Byrne byl kolem půl šesté ráno zastřelen u baru při pití whisky. Zbylí dva psanci, Dan Kelly a Steve Hart, během rána pokračovali ve střelbě ze zadní části budovy, vystavujíce se střelbě policistů. Jejich brnění je však ochránila. Asi v deset hodin byla ze dveří vystrčena bílá vlajka či kapesník, a hned po tom vyšlo asi 30 mužských rukojmích, zatímco Dan a Steve hlídali zadní vchod. Všem propuštěným zajatcům bylo policií nařízeno si lehnout na zem, a následně byl každý z nich prohledán. Dva bratři s příjmením M'Auliffe byli zatčeni jako Kellyho stoupenci.

### Požár

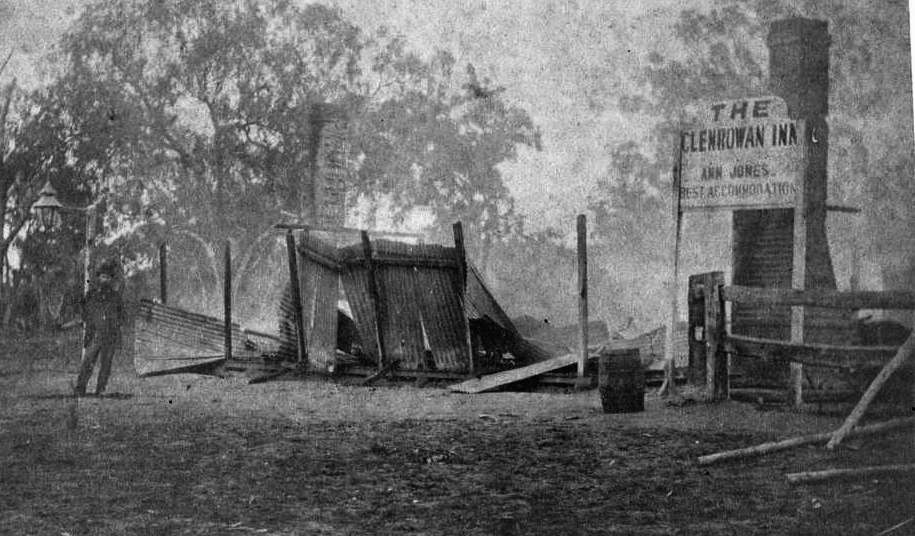
Ruiny Jonesova hotelu po požáru

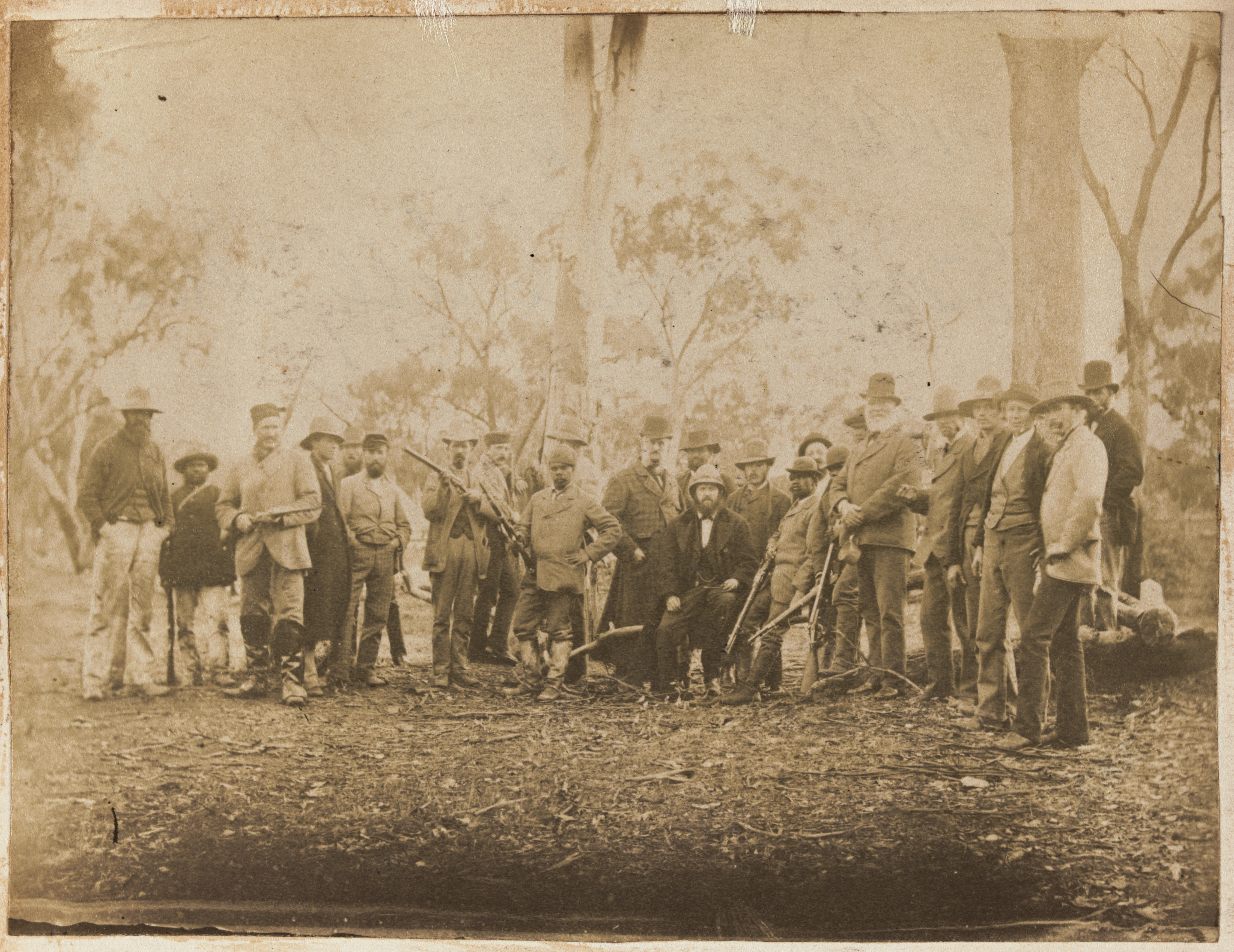
Policie a aboridžinští stopaři pózují před „Kellyho stromem“

Ve dvě hodiny odpoledne byla speciálním vlakem vyslána miliční skupina s 12librovým dělem. Během odpoledne střelba z hotelu ustala. Vůdce policejní skupiny komisař Sadleir se rozhodl hotel zapálit, k čemuž dostal povolení od vrchního tajemníka, Roberta Ramsaye. Ve 14:50 odpoledne byla na hotel vypálena konečná salva, pod níž nadstrážmistr Charles Johnson z Violet Town umístil k západní straně hotelu hořící hrst slámy. Když se oheň začal rozšiřovat, policie pomalu postupovala k budově. V tento klíčový okamžik přišly na scénu paní Skillionová a Kate Kellyová. Kate se pokusila dostat ke svým bratrům s tím, že by je raději viděla uhořet než zastřelené. Nicméně policie jí nařídila, aby zůstala a do domu nechodila.
Lehký západní vítr zanesl oheň ze slámy pod zeď a do hotelu a požár se po kalikem lemované podlaze začal rychle šířit. Do hořící budovy vstoupil otec Gibney, generální vikář Západní Austrálie. Objevil těla Dana Kellyho a Stevea Harta. Prohlásil, že vzhledem k jejich poloze se museli vzájemně zastřelit. Přesná příčina smrti – jestli v boji, vdechnutím kouře nebo sebevraždou – nebyla nikdy prokázána. Hned za hlavní budovou byl v kůlně nalezen na následky poranění třísel umírající rukojmí Martin Cherry. Ihned byl z hořícího hotelu vynesen a položen na zem, kde mu otec Gibney provedl poslední pomazání. Cherry nevnímal a byl sotva naživu. Během půlhodiny podlehl; měl štěstí, že neuhořel zaživa. Nejspíš byl, samozřejmě neúmyslně, postřelen útočící policejní jednotkou. Svobodný Cherry se živil jako drážní inspektor v oblasti asi míli od Glenrowanu. Narodil se v irském Limericku a bylo mu asi 58 let.
Vše, co z hotelu zbylo, byla pouze cedule a lampa pouličního osvětlení.
Muž jménem Rawlins, reportér benallských novin, byl postřelen a zraněn. Chlapec a děvče, děti paní Jonesové, byly také postřeleny. Mladá dívka přežila, ale chlapec později dalšího dne podlehl v nemocnici. Reardonův syn byl seržantem Steelem omylem postřelen, když se pokusili opustit hotel. Jeden z aboridžinských stopařů o vlásek unikl smrti, když mu kulka proletěla těsně kolem čela.
Královská komise doporučila komisaři Hareovi odstup z policejních sil kvůli dosaženému věku 55 let s tím, že ročně bude ‚díky‘ svému zranění dostávat roční příspěvek navíc v podobě sta liber. Dále byl postřelen jeden černý stopař a několik rukojmích, dva z nich smrtelně.[zdroj?]
Tělo Joea Byrnea bylo v Benalle vyvěšeno jako kuriozita. Když Byrneovi přátelé o tělo zažádali, policie ho přes noc tajně pohřbila v neoznačeném hrobě na Benallském hřbitově.
Ohořelé ostatky Dana Kellyho a Stevea Harta byly předány paní Skillionové do jejího domu v Gretě. Potom byly uloženy do velmi drahých rakví; víko první rakve neslo nápis „Daniel Kelly, zemřel 28. června 1880 ve věku 19 let,“ a víko druhé „Stephen Hart, zemřel 28. června 1880 ve věku 21 let.“ Jejich rodiny je pohřbily v neoznačených hrobech na Gretském hřbitově, 30 kilometrů východně od Benally.[zdroj?]

### Prohlášení do tisku
| „           | „Šel jsem s několika svými kamarády dolů k vlaku, kde jsme ho chtěli pokropit dávkou nábojů; vlak však přijel dřív, než jsem čekal, a tak jsem se vrátil do hotelu. Předpokládal jsem, že ten vlak pojede dál a díky těm zdvihnutým kolejím by s těma ****** černýma stopařema mohl být konec. Netvrdím, že zrovna tohle mě přivedlo do Glenrowanu, ale může se to tak zdát. V každém případě jsem včerejší noc mohl utéct, jelikož jsem se se svou šedou kobylou dostal do křoví a pak tam zůstal ležet celou noc. Chtěl jsem však vidět, jak celá ta věc skončí. V té první policejní palbě mě střelili do levýho chodidla; záhy nato mi prostřelili ještě levou ruku. K těmto zraněním jsem přišel před domem. Je mi jedno, co lidi říkají o smrti seržanta Kennedyho. K této záležitosti jsem vydal svoje prohlášení, a když mi veřejnost nevěří, nemůžu s tím nic dělat; ale jsem spokojenej s tím, že to, že Scanlan byl zastřelenej vkleče, není pravda. Vůbec neseskočil z koně. Vypálil jsem tři nebo čtyři rány z přední části Jonesova hotelu, ale nevím po kom. Prostě jsem střílel tam, kde jsem viděl policii. Unikl jsem do buše a zůstal tam přes noc. Kdyby se mi zachtělo, mohl jsem zastřelit několik strážníků. Dva prošli těsně kolem mě. Mohl jsem je zastřelit dřív, než by se vůbec pokusili vystřelit. V jednu chvíli jsem byl dost daleko, ale vrátil jsem se. Proč policie nepoužívá náboje místo broků? Mám dávku broků v levé noze. Výstřel jednoho policajta byl vážně nádhernej, bohužel neznám jeho jméno. Teď jsem si téměř jistej, že bych udělal líp, kdybych byl býval odjel na své šedé kobyle. Kulky, který trefovaly moje brnění, byly jako rány pěstí. Chtěl jsem střílet po vagonech, ale policie na nás naběhla moc rychle. Příjezd policie jsem očekával.“ Inspektor Sadleir: „Chtěl jste ty lidi tam ve vlaku zabít?“ Kelly: „Ano, samozřejmě, že chtěl; Bůh jim pomoz, ale všichni z nich by nakonec stejně byli zastřeleni. Copak by se mě nepokusili zabít?“ | “ |
| — Ned Kelly | |   |

## Seznam zabitých či usmrcených během Kellyovské epidemie
| Jméno                    | Zranění                   | Datum           | Vysvětlivky                                                                                  |
| ------------------------ | ------------------------- | --------------- | -------------------------------------------------------------------------------------------- |
| strážník Fitzpatrick     | raněný                    | 15. dubna 1878  | Policista - tvrdil, že byl postřelen Nedem Kellym, ale zranění si pravděpodobně způsobil sám |
| seržant Michael Kennedy  | zastřelen                 | 26. října 1878  | Policista, zabit ve Stringybark Creek                                                        |
| strážník Scanlan         | zastřelen                 | 26. října 1878  | Policista, zabit ve Stringybark Creek                                                        |
| strážník Lonigan         | zastřelen                 | 26. října 1878  | Policista, zabit ve Stringybark Creek                                                        |
| Aaron Sherritt           | zastřelen                 | 26. června 1880 | Zavražděn za policejní informátorství                                                        |
| Martin Cherry            | zastřelen                 | 28. června 1880 | Civilista, zabit v Glenrowanu při policejní palbě                                            |
| Joe Byrne                | zastřelen                 | 28. června 1880 | Člen Kellyho gangu, zabit v Glenrowanu policií                                               |
| John Jones (11 let)      | postřelen (zemřel)        | 29. června 1880 | Civilista, postřelen v Glenrowanu při policejní palbě, později podlehl zraněním v nemocnici  |
| Dan Kelly                | zastřelen nebo sebevražda | 29. června 1880 | Člen Kellyho gangu, zemřel v Glenrowanu                                                      |
| Steve Hart               | zastřelen nebo sebevražda | 29. června 1880 | Člen Kellyho gangu, zemřel v Glenrowanu                                                      |
| Charles Champion Rawlins | raněný                    | 28. června 1880 | Civilista-dobrovolný spolupracovník policie, zastřelen v Glenrowanu Kellyho gangem           |
| Michael Reardon (16 let) | doživotně zmrzačený       | 28. června 1880 | Civilista, syn pana a paní Reardonových, postřelen v Glenrowanu policií                      |
| komisař Hare             | raněný                    | 28. června 1880 | Policista, postřelen v Glenrowanu Kellyho gangem                                             |
| Ned Kelly                | raněný                    | 28. června 1880 | Vůdce Kellyho gangu, postřelen v Glenrowanu policií                                          |
| Martha Jones (14 let)    | raněná                    | 28. června 1880 | Civilistka, zabita v Glenrowanu při policejní palbě                                          |

Celkem: Devět mrtvých (tři policisté, jeden informátor, tři členové gangu a dva přihlížející), sedm zraněných (dva policisté, jeden policejní dobrovolník, jeden domorodý stopař, dva přihlížející a Ned Kelly).

## Soud

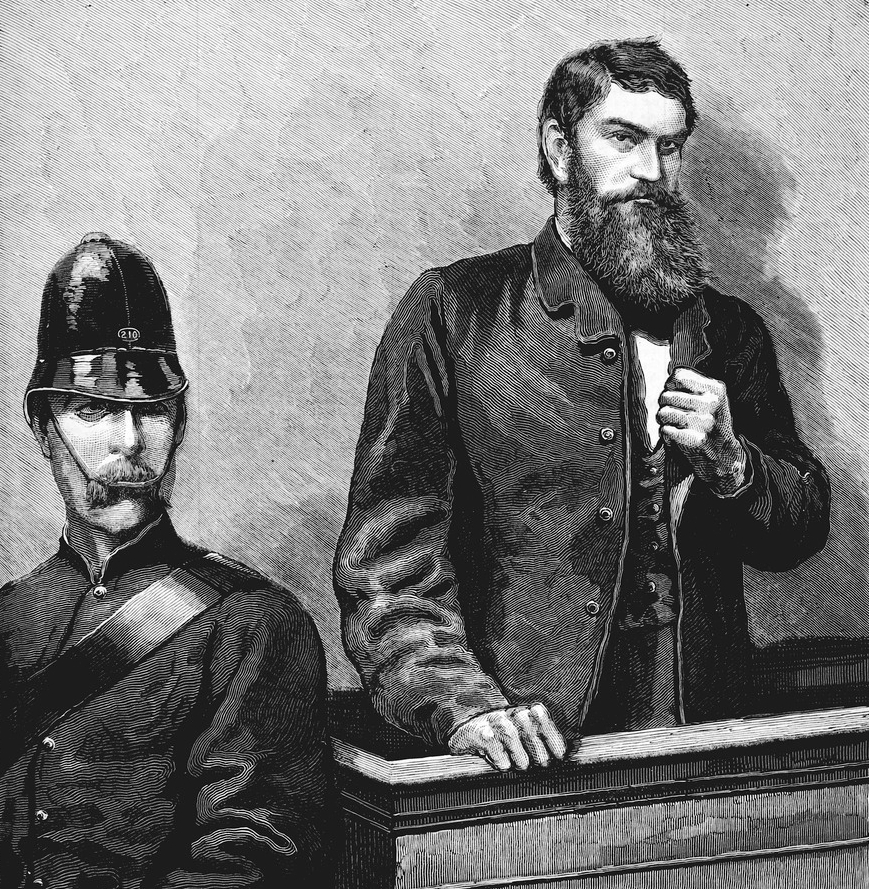
Kelly v lavici obžalovaných

Ned Kelly se dožil soudu 19. října 1880 v Melbourne, kde stanul před soudcem irského původu, Justice Sirem Redmondem Barrym. Pan Smyth a pan Chomley předstoupili za Korunu a pan Bindon za vězně. Soud byl odročen na 28. října, kde byl Kelly předveden pro obvinění z vraždy seržanta Kennedyho, strážníků Scanlana a Lonigana, různých bankovních loupeží, vraždy Sherritta, bránění se zatčení v Glenrowanu a mnoha menších zločinů. Byl usvědčen z úmyslné vraždy strážníka Lonigana a odsouzen k trestu smrti oběšením. K několika neobvyklým výměnám slov mezi Kellym a soudcem patřila soudcova tradiční slova: „Nechť se Bůh smiluje nad vaší duší,“ na něž Kelly odpověděl: „Trochu to posunu a řeknu, že ať odejdu kamkoliv, my dva se tam uvidíme.“ Na Kellyho přání byla pořízena jeho fotka a byly mu dovoleny poslední rozhovory se členy rodiny. Poslední slova jeho matky k němu údajně byla „Hleď zemřít jako Kelly.“

## Smrt

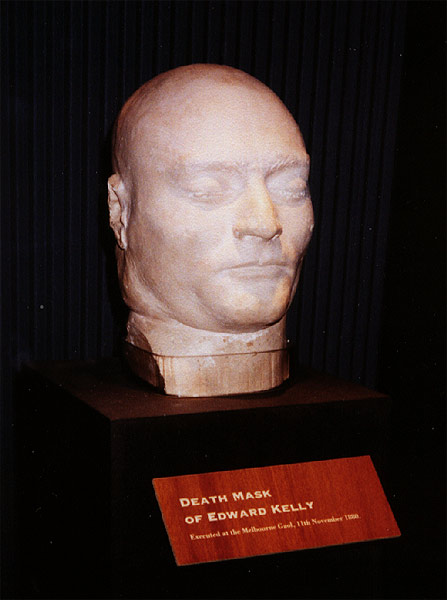
Posmrtná maska Neda Kellyho v Old Melbourne Gaol.

Ned Kelly byl oběšen 11. listopadu 1880 v Old Melbourne Gaol. Kellyho dozorce si do deníku zapsal, že když byl Kelly vyzván k vyřčení posledních slov, vězeň otevřel ústa a něco si pro sebe zamumlal. The Argus uvedl, že pan Castieau, ředitel věznice, informoval odsouzeného, že hodina popravy byla stanovena na desátou hodinu. Kelly jednoduše odpověděl „Takový je život.“ Z nohou mu byly sundány okovy a po chvíli byl vyveden ven. Při odvádění byl poslušný a u vězeňského květinového záhonu poznamenal: „Jaká krásná zahrádka,“ a dokud nedošli do tiskové místnosti, kde čekal na příchod kaplana Deana Donaghyho, nic dalšího již neřekl. The Argus také napsal, že Kelly chtěl pronést řeč, ale pak, když mu kolem krku byla uvazována oprátka, řekl pouze „No, nic, hádám, že to zašlo až sem.“
Ačkoliv přesný počet není znám, petice za zmírnění trestu údajně čítala přes 30 000 podpisů.

## Odměna
Nad rozdělením odměny 8 000 liber (k roku 2008 = 400 000 dolarů) panovaly značné rozepře. Většina si stěžovala, že Curnow měl dostat více, zatímco ostatní policisté si zasloužili méně. Veřejnost poukazovala také na skutečnost, že komisař Hare i pomocný inspektor O'Connor, který zodpovídal za černé stopaře, odmítli své odměny ve výši 800 a 237 liber (v tomto pořadí).
Navzdory svému vyloučení za zbabělost v Glenrowanu byl komisaři Hareovi přidělen nejvyšší podíl odměny, zatímco Thomas Curnow, který upozornil policii na přepadení, čímž zachránil spoustu životů, obdržel pouze 550 liber. Ze sedmi vyšších policejních důstojníků obdržel každý mezi 165 až 377 librami, sedm strážníků po 137 librách, policejní dobrovolník pan Charles Champion Rawlins (policejní dobrovolník) 137 liber, jeden strážník 125 liber, 15 strážníků po 115 librách, tři zaměstnanci na trati po 104 librách, jeden detektiv 100 liber, jeden nadstrážmistr 97 liber, strojvůdce, požárník a hlídač po 84 librách, pomocný požárník 69 liber, pomocný řidič 68 liber, jeden nadstrážmistr 48 liber, 14 strážníků po 42 librách a pánové Cheshire a Osborne po 25 librách. Dalších devět civilistů, 13 strážníků a dva policejní agenti také požadovali podíl z odměny, ale jejich žádost byla zamítnuta. Úřad přiznal, že ti, kteří z odměny nic nedostali, si sice podíl zasloužili, ale dodržení podmínek prohlášení jim to znemožnilo. Policii doplnili také čtyři členové médií a úřad prohlásil, že pokud by se o odměnu přihlásili, byla by jim vyplacena.[zdroj?]
Odměna 50 liber byla vyplacena také sedmi domorodým stopařům, ačkoliv úřad považoval za zbytečný „dávat jakýkoliv peněžní obnos do rukou osob, které ho nemohou využít,“ a doporučil, aby „odměny černých stopařů byly předány vládám Queenslandu a Victorie a ty s nimi naložily dle vlastního uvážení.“

## Brnění

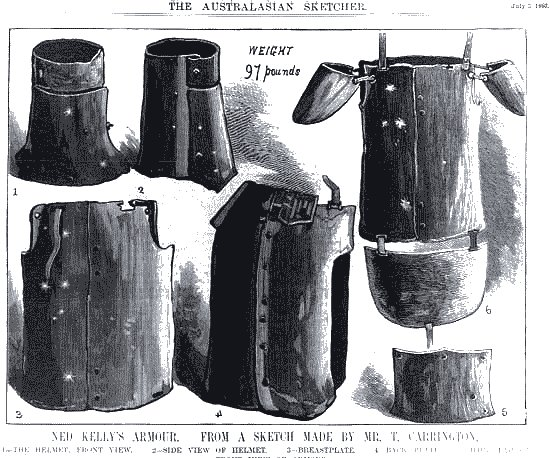
Brnění Neda Kellyho na ilustraci z roku 1880

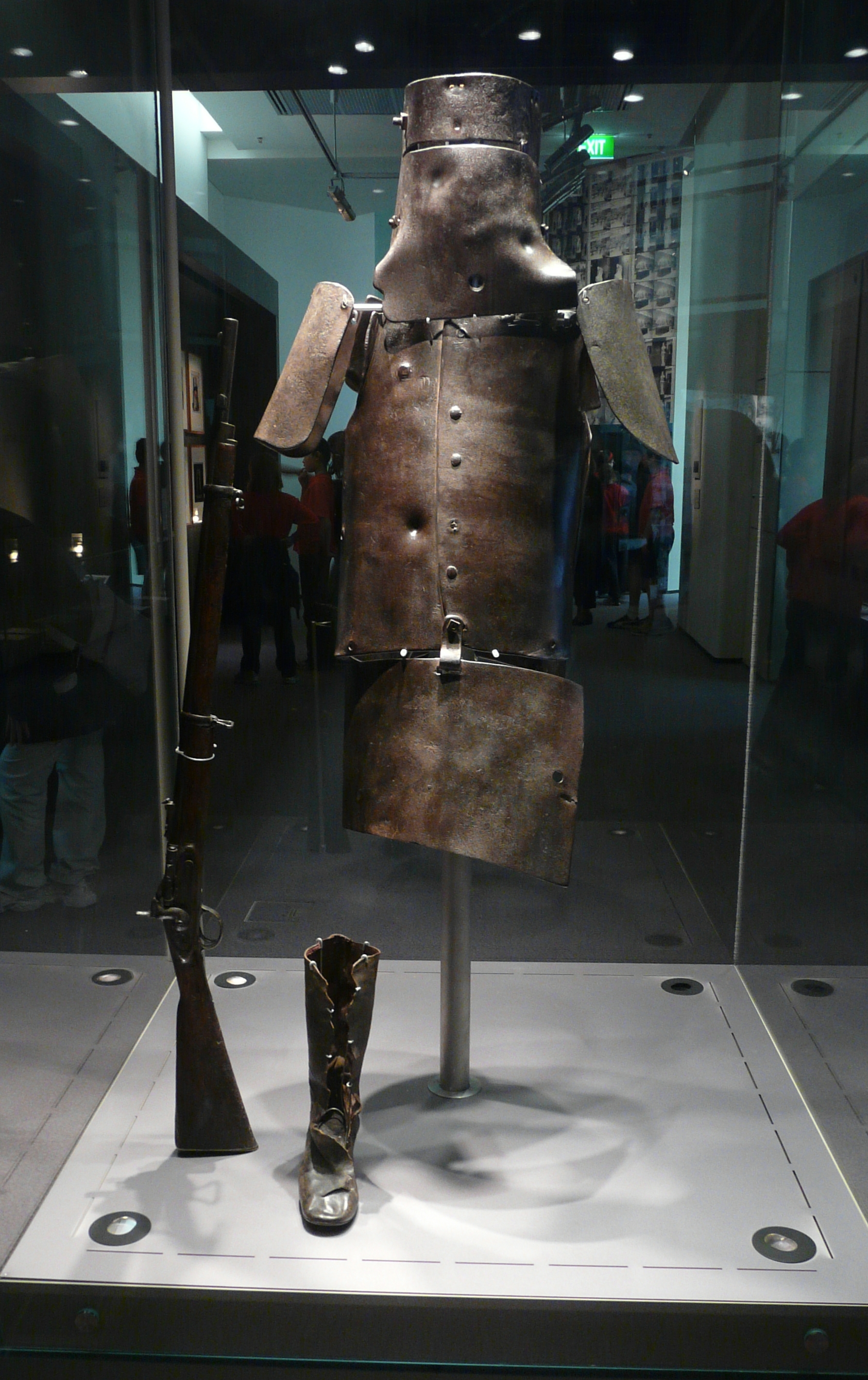
Brnění vystavené ve Státní knihovně ve Victorii. Zástěra a jeden z ramenních plátů nepatří Nedu Kellymu, a pochází z brnění buď Dana Kellyho, nebo Stevea Harta.

Brnění členů gangu bylo zhotovené ze čtvrt palce širokého železa a skládalo se z dlouhého prsního plátu, ramenních plátů, zadního dílu a přilby. Přilba připomíná plechovku na hřebíky bez vršku a má protáhlou škvíru na oči. Oddělené části obleku byly na těle svázány dohromady, zatímco helma byla zvlášť posazená na ramenou, což umožňovalo její snadné sejmutí.
Brnění Neda Kellyho vážilo 44 kilogramů. Jeho oblek měl jako jediný zástěru vzadu, ostatní měly zástěru zepředu. ‚Vypolostrování‘ je známé pouze z Nedova brnění; není jisté, jestli byly stejně vycpány i ostatní obleky. Ned měl vycpanou přiléhavou čapku, a jeho helma měla ještě navíc vnitřní popruhy, aby jeho hlava byla schopná unést část té tíhy. Po přestřelce zůstalo pět stop po kulkách na helmě, tři na prsním plátu, devět na zadním plátu a jedna na ramenním plátu. Všichni muži měli přes brnění ještě pláště.[zdroj?]
Výroba těchto čtyř obleků trvala od čtyř do pěti měsíců. Nejprve byly vyzkoušeny dvě kradené kotoučové pily a železné hřebíčky - nebyly však neprůstřelné. Nakonec byly přijaty pluhové radlice. První oblek byl pravděpodobně vadný a tak byl vyřazen.
Kolem dubna 1880 se policie od pěti farmářů z gretského a oxleyského sousedství dozvěděla o krádeži radlic Kellyho gangem. Asi o měsíc později tajný agent známý jako ‚Nemocný dobytek‘ napsal asistentovi komisaře, aby mu dal najevo, že záměrem psanců při kradení radlic byla výroba brnění. Jeho zpráva byla jednou z těch důležitých: „Chybějící části oradel jsou přepracovávány na perfektně padnoucí kabáty. Podle předchozích zkoušek dokáží vydržet náraz kulky ze vzdálenosti 10 yardů (9,14 metrů). Můžeme předpokládat útěk, neboť jejich zásoby začínají být nedostačující. Pět zvířat je na tom nyní špatně... další jsou, obávám se, mrtvá.“ Jeden z farmářů později identifikoval některé z plátů díky stopám na nich.
Victorijská policie byla na brnění informátory upozorněna celkem třikrát, ale Hare a Sadleir zamítli informace jako „nesmysl“ a „nereálnost“. Dokud Ned nepadl, nikdo z policie nevěděl, že gang má na sobě brnění. Policie si ani nebyla jistá, jestli je to člověk. Strážník Arthur, který stál nejblíže, si myslel, že to byl „obrovský domorodec zabalený v dece“. Někdo vykřikl: „Je to šílenec!“ řekl později Dowsett. „Je to čert!“ zvolal seržant Kelly, „Opatrně, hoši, je to bunyip!“ Strážník Gascoigne, který poznal Nedův hlas, komisaře Sadleira po tom, co „na něj vystřelil z bezprostřední blízkosti a trefil ho přímo do těla,“ upozornil: „Ale střílet na Neda Kellyho nemá cenu; je nezranitelný“. Ačkoliv si byl Sadleir vědom informace od informátora předcházející obléhání hotelu, napsal později, že i po Gascoigneově komentáři ho „myšlenka na brnění“ nenapadla.[zdroj?]
Po obléhání v Glenrowanu média zaznamenala případy využití brnění po celém světě. Gang byl ve vojenských kruzích velmi uznáván a Arthur Conan Doyle okomentoval představivost gangu a doporučil využití stejného brnění britské armádě. Policejní zpráva pro australskou veřejnost o tom, že brnění bylo vyrobeno z radlic, byla zesměšňována, zpochybňována, a dokonce i kováři ji shledali nemožnou.
Ohledně likvidace brnění proběhla seriózní debata, ale všechny čtyři rozmontované obleky byly nakonec uloženy v Melbourne. Hare dal brnění Neda Kellyho Siru Williamu Clarkeovi a nakonec bylo darováno Státní knihovně ve Victorii. Brnění Joea Byrnea si Hare nechal a nyní náleží jeho potomkům. Obleky Dana Kellyho a Stevea Harta dodnes vlastní victorijská policie. Udržování celistvosti brnění během jejich uskladnění nebyla kladena žádná pozornost, pročež obleky musely být později znovu složeny pouze odhadem. V roce 2002 byly z fotografií pořízených těsně po přestřelce identifikovány a následně přiloženy zpět ke svým původním oblekům některé části brnění. Státní knihovna ve Victorii dostala možnost vyměnit prsní plát Stevea Harta za prsní plát Neda Kellyho, čímž Kellyho oblek učinila nejvíce původním ze všech čtyř. V lednu 2002 byly všechny čtyři obleky společně vystaveny na výstavě v Old Melbourne Gaol.
Podle legendy byla brnění vyrobena ve Stringybark samotným gangem. Vzhledem ke kvalitě výroby a obtížím, které kování zahrnuje, historici a kováři nejprve věřili, že brnění mohlo být vyrobeno pouze profesionálním kovářem v kovárně. Profesionální kovář by totiž železo před tvarováním nejprve rozehřál na více než 1000 °C. Kovárna v buši by však byla schopna dosáhnout pouhých 750 °C, což by tvarování kovu velmi ztížilo. V roce 2003 byl Byrneův oblek rozmontován a otestován ANSTO (Organizace Australské Nukleární Vědy a Technologie) v nukleárním reaktoru v Lucas Heights v Sydney, aby byla objasněna jeho výroba a teplota, která při ní byla použita. Výsledky ukázaly, že rozehřátí kovu bylo „nerovnoměrné“. Některé části byly ohnuty za studena, zatímco jiné byly vystaveny delším dobám přístupu tepla, ne však vyššího než 700 °C, což nahrává teorii o kovárně v buši. Kvalita kování byla stanovena na méně než důvěryhodnou a zásah kováře byl shledán nepravděpodobným. Kovárna v buši je tedy momentálně tou nejuznávanější teorií. Po ohřátí byly radlice nejspíše narovnány na starém spadeném kmeni stromu, potom ořezány do určitého tvaru, a nakonec sbity dohromady, aby vytvořily jednotlivé části.
The Hobart Mercury uvedl, že glenrowanský kovář Joe Grigg vytvářel brnění z částí pluhů a kombajnů pod dozorem Neda a Dana Kellyových. Ned platil Griggovi za jeho práci zlatkami. Grigg okamžitě uvědomil autority, které mu povolily si peníze nechat, neboť k nim přišel poctivě. Tato informace zůstala veřejnosti neznámá až do Griggovy smrti roku 1934, protože autority zřejmě nechtěly, aby veřejnost znala detaily, a kromě zmínky v Griggově nekrologu byl příběh poměrně neznámý.

## Následky a ponaučení
Po smrti Neda Kellyho Victorijská Královská Komise (1881–1883) provedla šetření victorijských policejních sil, které vedlo ke spoustě změn u policie. Komise fungovala po dobu 18 měsíců a ke svědkům patřili žurnalisté Melvin, Carrington a McWhirter, kteří byli dříve přítomni incidentu v Glenrowanu. Její závěry zobrazily mnoho policistů zapletených do lovu na Kellyho v méně pozitivním světle, ale počínání Kellyho gangu však neomlouvaly ani neschvalovaly. Působení komise vedlo k napomenutí, degradování či propuštění několika členů victorijské policie, včetně těch výše postavených.[zdroj?]
Spisovatelé jako Boxhall – The Story of Australian Bushrangers (1899) – a Henry Giles Turner – History of the Colony of Victoria (1904) – považují "Kellyovskou epidemii" za pouhý příval kriminality.[zdroj?] Dva ze zapojených, komisaři Hare a Sadleir, a později, na konci 20. století, také Penzig (1988), sepsali ospravedlňující příběhy o zákoně a pořádku a morálním odůvodnění. Další, počínaje Kenneallym (1929), McQuiltonem (1979) a Jonesem (1995), pohlíželi na Kellyovskou epidemii a problémy státu Victoria se selekcí pozemků po roce 1860 za vzájemně spojené. McQuilton bral Kellyho jako „sociálního banditu“, který byl zastižen uprostřed nevyřešených, sociálněvnitřních rozporů kolem pozemkových konfliktů, čímž pozemkovým selektorům poskytnul vůdčí postavení, které předtím postrádali. O'Brien (1999) rozpoznal bezvůdcovské vesnické potíže kolem pozemků, policejního dozoru a Zákoně o konfiskaci v severovýchodní Victorii již mezi lety 1872-1873.
Ačkoliv Kellyho gang byl v roce 1880 zneškodněn, po dobu následujících téměř sedmi let hrozila kvůli zásadním problémům s ustanovováním a selekcí pozemků další zločinecká epidemie.
McQuilton prohlásil, že dva z policistů zapletených do pronásledování Kellyho gangu - John Sadleir, autor Recollections of a Victorian Police Officer, a inspektor W.B. Montford - odvrátili druhou epidemii zločinu pochopením faktu, že nevyřešené sociálněvnitřní rozpory v severovýchodní Victorii nezpůsoboval zločin, ale pozemky, a také odváděním dobré práce podporováním menších selektorů.[zdroj?]
Paní Kellyová přežila svého nejslavnějšího syna o několik desetiletí a zemřela 27. března 1923 ve věku 95 let.

## Ostatky a hroby
Vzhledem k tehdejším postupům nebyly zachovávány žádné záznamy o likvidaci ostatků popravených. Kelly byl pohřben na „Dvoře starců“, hned za zdmi Old Melbourne Gaol.

### Pitva
Podle novin bylo Kellyho tělo pitváno studenty medicíny, kteří jeho hlavu a orgány odebrali ke studiím. Jakékoliv pitvání mimo koronerské vyšetřování bylo tehdy ilegální. Veřejnost byla fámou pobouřena, což vedlo ke strachu ze vzpoury, pročež policejní komisař kontaktoval ředitele věznice, který pitvu popřel. (Řezné rány pilou na jeho týlní kosti získané v roce 2011 potvrdily, že pitva provedena byla.) Jeho hlava byla údajně předána frenologům ke studii, a následně vrácena policii, u které byla lebka po nějakou dobu používána jako těžítko.[zdroj?]

### Vykradení hrobu
Roku 1929 byla melbournská věznice zavřena kvůli demolici, během čehož byla těla z tamního hřbitova odkryta. Při otevírání hrobů přihlížející a pracovníci odcizili z několika z nich, včetně toho označeného šipkou a iniciály ‚E. K.‘ – domnělého hrobu Neda Kellyho - kosterní pozůstatky a lebky. Hrob označený E. K. se na rozdíl od ostatních hrobů nacházel sám a na opačné straně hřbitova než ostatní hroby. Stavební předák Harry Franklin získal z tohoto hrobu lebku a dal ji policii. Protože za odkrytí ostatků nebyla udělena žádná provize, Franklin nechal těla znovu pohřbít v pentridgeské věznici na vlastní náklady. Lebka z hrobu označeného E. K., která byla uložena na victorijském trestním oddělení, byla roku 1934 vzata do Canberry k prozkoumání hlavním ředitelem (Sir Colin Mackenzie) Australského institutu anatomie. Po nějakou dobu byla lebka ztracená, ale při vyklízení starého sejfu roku 1952 byla znovu objevena. V roce 1971 ji institut daroval Australskému národnímu památkovému ústavu.[zdroj?]

### Náhrobní kámen
Během Velké hospodářské krize rada Bayside City stavěla čedičové zdi za účelem ochrany místních pláží před erozí. Byly použity kameny z vnějších zdí Old Melbourne Gaol včetně náhrobků popravených a tam pohřbených vězňů. Většina z nich, včetně Kellyho, byla popsána rytinami (iniciály a datem popravy) na vnitřní straně.

### Krádež lebky
Roku 1972 byla lebka vystavována v Old Melbourne Gaol, a to až do 12. prosince 1978, kdy byla ukradena. Vyšetřování z roku 2010 prokázalo, že vystavená lebka byla ve skutečnosti ta stejná, která byla získána z hrobu v dubnu 1929.

### Historické a lékařské zkoumání ostatků
9. března 2008 bylo oznámeno, že australští archeologové věří, že našli Kellyho hrob na místě pentridgeské věznice. Kellyho kosti byly nalezeny v masovém hrobě mezi ostatky dalších 32 zločinců popravených oběšením. Jeremy Smith, vrchní archeolog, společně s Heritage Victoria řekl: „Věříme, že jsme prokazatelně našli pohřební místo, ale to je úplně něco jiného, než kdybychom našli ostatky.“ Ellen Hollowová, Kellyho 62letá praneteř, nabídla poskytnutí svojí DNA, aby tak pomohla identifikovat Kellyho kosti.
V den výročí Kellyho popravy – 11. listopadu 2009 – Tom Baxter předal lebku, kterou dosud vlastnil, policii. Následně byla spolu s pentridgeskými ostatky historicky a lékařsky prozkoumána. Lebka byla porovnána s odlitkem lebky, která byla odcizena z Old Melbourne Gaol roku 1978, načež byla zjištěna jejich totožnost. Potom byla lebka porovnána s tou získanou v roce 1929, kterou na fotografii drží pracovník Alex Talbot, a byla u nich zjištěna blízká podobnost. Bylo známo, že Talbot vyňal z lebky zub, který si ponechal jako suvenýr. Mediální kampaň za nalezení tohoto zubu vedla k předstoupení Talbotova vnuka. Ukázalo se, že zub patří lebce a tím pádem se zároveň potvrdilo, že se skutečně jedná o lebku nalezenou roku 1929. V roce 2004, předtím než byla lebka předána policii, byl zhotoven její odlitek, který byl následně porovnán s posmrtným maskami popravených v Old Melbourne Gaol, čímž se vyloučily všechny kromě dvou. Tyto dvě patřily Kellymu a Ernestu Knoxovi, který byl popraven v březnu 1894 (náhrobek byl označen E.K., 19-3-94) a pohřben poblíž Fredericka Deeminga (náhrobek označený iniciály A.W. a D pod nimi. V dubnu 1929 byly lebky z hrobu označeného ‚E.K.‘ (o kterém se tehdy domnívali, že patří Kellymu), a hrobu Fredericka Deeminga ukradeny.
Posmrtná maska Knoxe a rekonstrukce odlitku lebky si blízce odpovídaly. V letech 2010 a 2011 Viktorijský institut soudního lékařství provedl sérii lebečno-obličejových překrývání, CT skanů, antropologických a DNA testů na lebce z hrobu označeného E.K., přičemž institut usoudil, že se nejedná o Kellyho lebku. Roku 2014 byly na bebingtonském hřbitovu exhumovány ostatky bratra Fredericka Deeminga, a následně z nich odebrány vzorky tkáně ze stehenní kosti. Ze vzorků byl úspěšně získán a porovnán s DNA profilem DNA profil, který byl dříve získán z lebky odcizené z Old Melbourne Gaol. DNA profily se neshodovaly, čímž nezvratně prokázaly, že lebka nepatří Deemingovi. Dnes je uznána teorie, že lebka, získaná v roce 1929 a následně vystavovaná v Old Melbourne Gaol, nebyla ani Kellyova, ani Deemingova.
Soudní patologové zkoumali také kosti z Pentridge, které byly shnilé a smíchané s ostatky ostatních, čímž se identifikace ztížila. Klíční kost byla jediná, která mezi všemi kostrami přežila, a tyto kostry pak byly testovány na DNA a následně porovnány s kostrou Leigha Olvera. Byla nalezena shoda s Kellym a ukázalo se, že připojená kostra je tou nejvíce kompletní ze všech. Kellyho ostatky byly dodatečně rozpoznány pomocí částečně zahojené nohy, zápěstní kosti a zranění levého lokte, která odpovídala postřelením způsobeným při přestřelce v Glenrowanu, dále podle lékařské zprávy vězeňského chirurga roku 1880, a také díky faktu, že chyběla lebka, která byla pravděpodobně odebrána za účelem frenologické studie. Z hrobu byla vyňata týlní kost, která nesla stopy po řezání pilou shodující se s řezy na několika krčních obratlech, značící, že týlní část lebky patří ke kostře, a tím pádem byla provedena ilegální pitva.
V říjnu 2011 vědci veřejně potvrdili, že kostra exhumovaná z masového hrobu v pentridgeské věznici po porovnání DNA s DNA Leigha Olvera skutečně patří Kellymu. Shoda DNA spočívala v mitochondriální DNA (HV1, HV2), což indikuje spojitost s Kellyho mateřskou linií. Vyšetřující soudní patolog poukázal na fakt, že nebyla získána žádná somatická DNA stejné kvality, která by umožnila přesné určení y-DNA profilu. O tohle by se však dalo pokusit později. Y-DNA profil by umožnil přesné vymezení Kellyho rodokmenu z otcovy strany vzhledem k již získaným datům ze studie Kellyho y-DNA. Kostra postrádala většinu lebky, která dodnes zůstává nenalezena.

### Konečný pohřeb
1. října 2012 vláda státu Victorie vystavila povolení k navrácení Kellyho kostí jeho rodině, která naplánovala jejich konečné pohřbení. Také požádali případného majitele Kellyho lebky o její navrácení.
20. ledna 2013 Kellyho potomci vyplnili Kellyho poslední přání a pohřbili jeho ostatky v posvěcené půdě na hřbitově v Gretě poblíž neoznačeného hrobu jeho matky. Část Kellyho lebky byla pohřbena společně s ostatky, a pro jistotu byl hrob zapečetěn betonem, aby se tak zabránilo jeho vykradení. Pohřbu předcházela zádušní mše konaná 18. ledna 2013 v Katolickém kostele sv. Patricka ve Wangarattě.

## Falešné artefakty
13. listopadu 2007 byl v Melbourne za zhruba 70 000 dolarů vydražen služební revolver údajně patřící strážníku Fitzpatrickovi. Zbraň se nyní nachází ve Westbury, Tasmánie. Zástupce prodejce, Tom Thompson, tvrdil, že strážník Fitzpatrick nechal tento revolver v domě Kellyových po rvačce roku 1878. Kate Kellyová si revolver nechala, a mnohem později byl nalezen v domě či kůlně ve Forbesu, Nový Jižní Wales.
Podle tehdejších zpráv tisku doprovázejících aukci odborníci na střelné zbraně odhadli revolver na design (kopie anglického revolveru Webley ráže .32), který se začal používat až po roce 1884, tedy až po tom, co se zbraň vystřídala v rukou strážníka Fitzpatricka a Kellyových. Navíc značka na pistoli, kterou aukční katalog interpretoval jako ‚R*C‘, což je značka Royal Constabulary (policejního sboru Britské Koruny), se ukázala ve skutečnosti být dokladem pravosti evropského výrobce. A konečně, výpověď strážníka Fitzpatricka říkala, že Kellyho usedlost opustil se svým revolverem a pouty.

## Odkaz

### Kulturní vliv

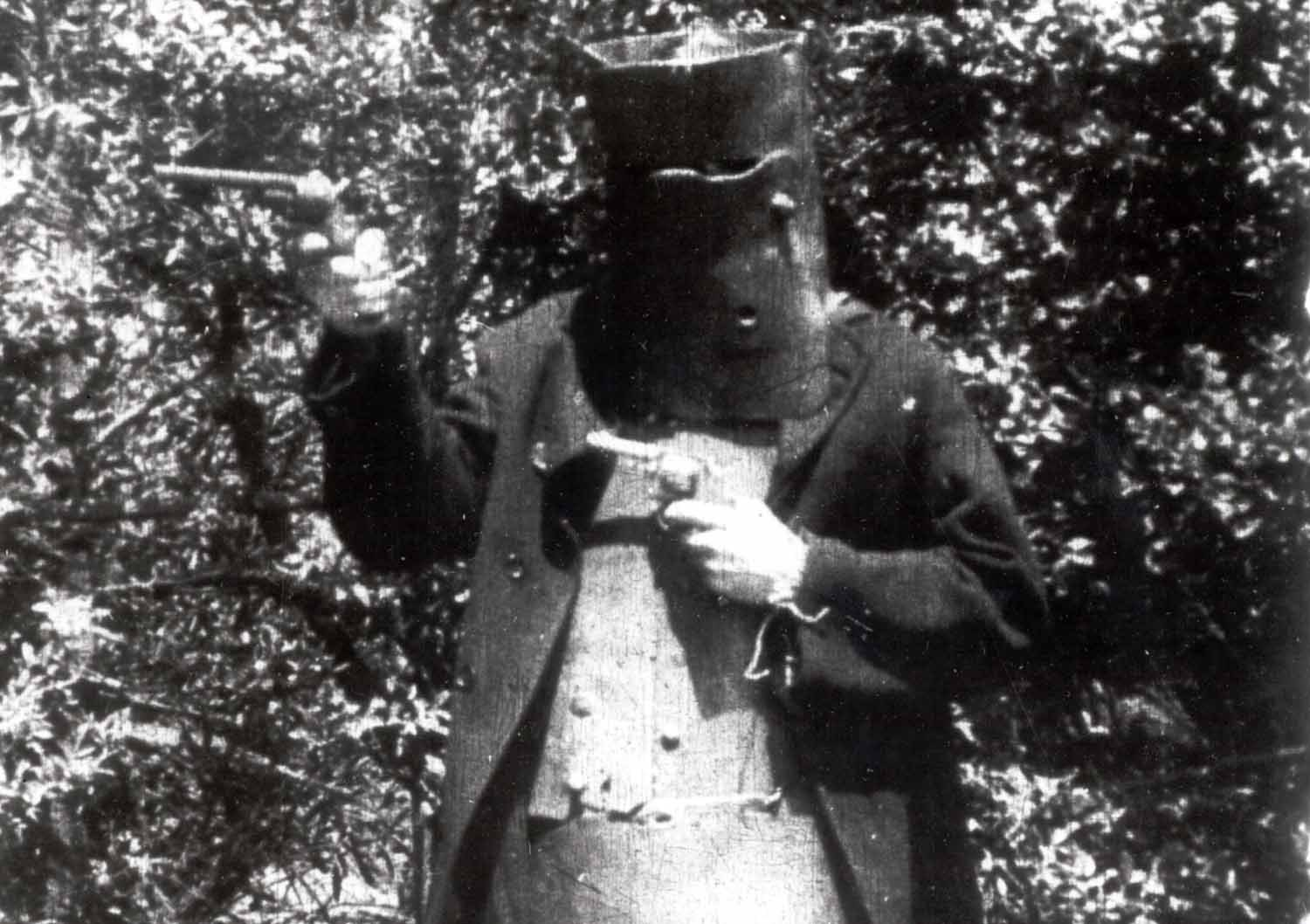
Herec představující Kellyho v The Story of the Kelly Gang (1906), prvním celovečerním filmu na světě.

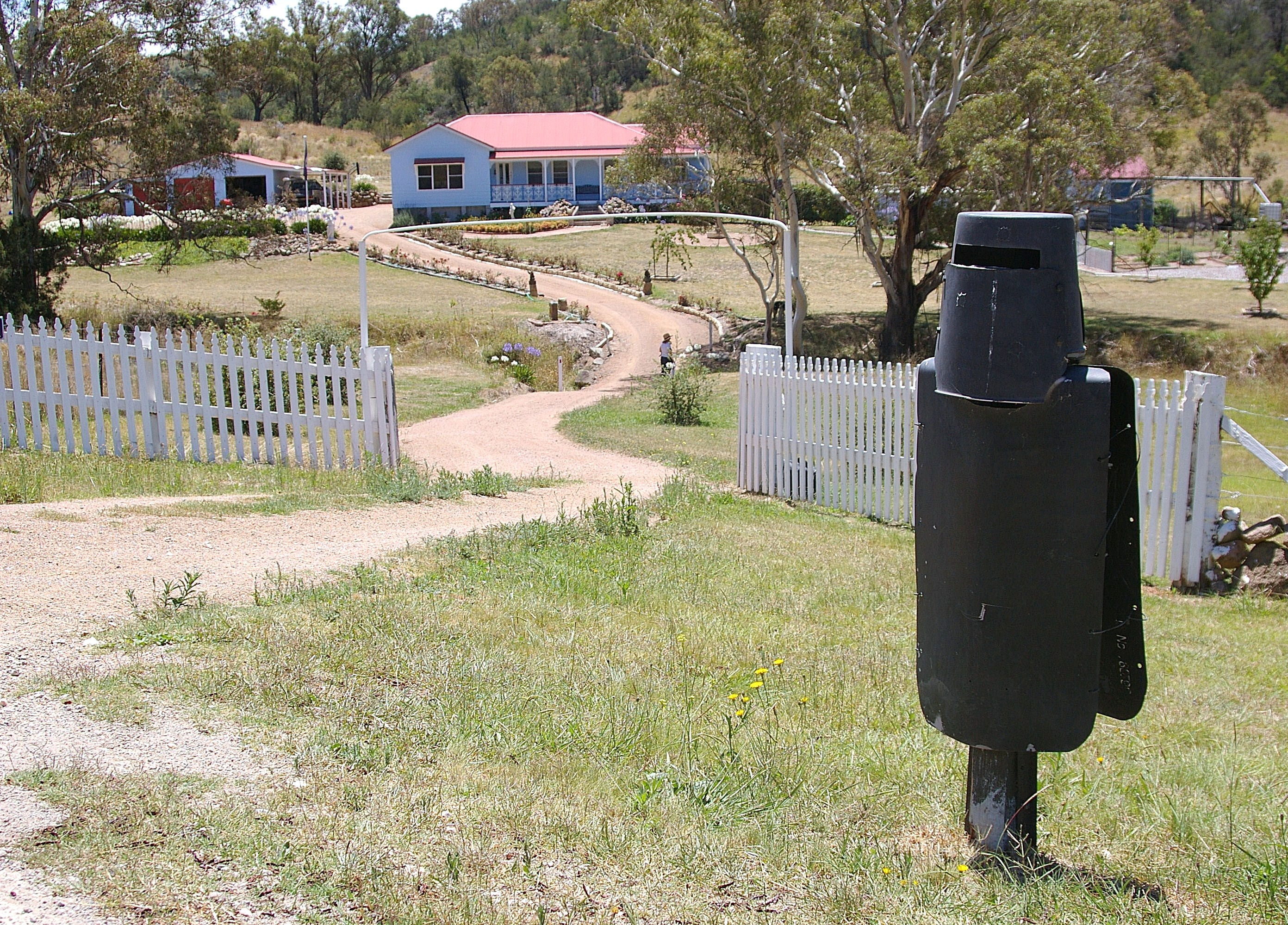
Podomácku vyrobená schránka na dopisy ve stylu brnění Neda Kellyho, Bullio, Southern Highlands, Nový Jižní Wales.

Ned Kelly zůstává přítomným v australské kultuře dodnes. Akademik a folklorista Graham Seal píše: Ned Kelly se během století dostal od zločince až k národnímu hrdinovi a za dalších 20 let se stal již mezinárodní ikonou. Tento stále záhadný, trochu vážný a vždy nevyhraněný zbojník je nepochybně, ne-li celosvětově, uznávaným národním symbolem Austrálie.
Z jedné z věznic, v níž byl Kelly vězněn, se stalo Muzeum Neda Kellyho v Glenrowanu a jsou zde vystaveny mnohé zbraně a artefakty používané jím a jeho gangem. Věta „Takový je život,“ Kellyho údajná poslední slova před popravou, se v australské angličtině pevně zakořenila. „Odvážný jako Ned Kelly“ je běžným výrazem pro odvahu, a termín „plnovous Neda Kellyho“ je používán k popisování trendu v ‚hipsterské‘ módě. Vesnické oblasti severovýchodní Victorie jsou dnes obecně známy jako ‚Kellyho země‘. Kelly výrazně figuroval v australské kinematografii od zveřejnění snímku „The Story of the Kelly Gang“ v roce 1906, mimo jiné prvního celovečerního filmu na světě. K hercům, kteří si zahráli tohoto zbojníka, patří také Mick Jagger (Ned Kelly, 1970) či Heath Ledger (Ned Kelly, 2003). Ve vizuálním umění je '„Kellyho série“ (1946-47) od Sidneyho Nolana považována za „jednu z nejvýznamnějších sérií australského malířství dvacátého století.“ Jeho vyobrazení Kellyho přilby se stalo ikonickým australským obrazem; stovky ‚Nolanesovských Kellyů‘ figurovaly na slavnostním zahájení letních olympijských her 2000 v Sydney. V roce 2001 Peter Carey vyhrál Man Bookerovu cenu za svůj román True History of the Kelly Gang, napsaný z Kellyho pohledu. Ned Kelly je předmětem písní široké škály hudebníků od Johnnyho Cashe až po Midnight Oil.

### Politická ikona
| „ | „Jak už tomu tak u zločinců bývá, victorijský zloděj koní, bankovní lupič, poskytovatel peněz chudým, vrah policistů a protivládní buřič měl spoustu charizmatu a byl vzorem odporu a vzrušení pro utlačované, hlavně irské farmáře, a ty v maloměstě bojující o přežití. Nedovo snažení až dodnes koresponduje s každým, kdo se ztotožňuje s „volebního práva zbaveným outsiderem a nejnižší sociální vrstvou.“ „Jako jeho přilba, jest silným, odolným, symbolickým.“ -Karen Quinlanová, ředitelka Bendigo Art Gallery | “ |

	Od dob své popravy byl Kelly mezi některými mytologizován do podoby ‚Robina Hooda‘, politického revolucionáře a figury odporu irské, katolické pracující třídy proti vládě a poutům britských kolonizátorů. Na Kellyho bylo také odkazováno jako na ‚australského Che Guevaru‘, zatímco jeho obraz inspiroval celé generace umělců a filmařů.